# Liste der Biografien/Wils
Liste der Biografien |
Portal Biografien |
Personensuche
# |
A |
B |
C |
D |
E |
F |
G |
H |
I |
J |
K |
L |
M |
N |
O |
P |
Q |
R |
S |
T |
U |
V |
W |
X |
Y |
Z |
?
 
Wa |
Wc |
Wd |
We |
Wh |
Wi |
Wj |
Wl |
Wn |
Wo |
Wr |
Ws |
Wt |
Wu |
Ww |
Wy |
Wz
 
Wia |
Wib |
Wic |
Wid |
Wie |
Wif |
Wig |
Wih |
Wii |
Wij |
Wik |
Wil |
Wim |
Win |
Wio |
Wip |
Wir |
Wis |
Wit |
Wiv |
Wiw |
Wix |
Wiz
 
Wila |
Wilb |
Wilc |
Wild |
Wile |
Wilf |
Wilg |
Wilh |
Wili |
Wilj |
Wilk |
Will |
Wilm |
Wiln |
Wilo |
Wilp |
Wilr |
Wils |
Wilt |
Wilu |
Wilw |
Wily |
Wilz
Die Liste der Biografien führt alle Personen auf, die in der deutschsprachigen Wikipedia einen Artikel haben. Dieses ist eine Teilliste mit 721 Einträgen von Personen, deren Namen mit den Buchstaben „Wils“ beginnt.

## Wils
- Wils, Jan († 1666), niederländischer Landschaftsmaler und Zeichner
- Wils, Jan (1891–1972), niederländischer Architekt
- Wils, Jean-Pierre (* 1957), belgischer Hochschullehrer, Philosoph, Medizinethiker und Ex-Theologe
- Wils, Sabine (1959–2023), deutsche Politikerin (DKP, PDS, Die Linke), MdEP

### Wilsb
- Wilsbach, Kenneth S., US-amerikanischer General (US Air Force)

### Wilsc
- Wilsch, Thomas, deutscher Fernsehmoderator
- Wilschke, Franz, österreichischer Radrennfahrer
- Wilschrey, Robert (* 1989), deutscher Fußballspieler

### Wilsd
- Wilsdorf, Camillo von (1847–1898), sächsischer Generalmajor
- Wilsdorf, Georg (1871–1949), deutscher Diplomlandwirt, Tierzuchtdirektor und Fachbuchautor
- Wilsdorf, Hans (1881–1960), deutsch-britischer Unternehmer, Gründer der ROLEX-Uhren-AGHans Wilsdorf (1881–1960)

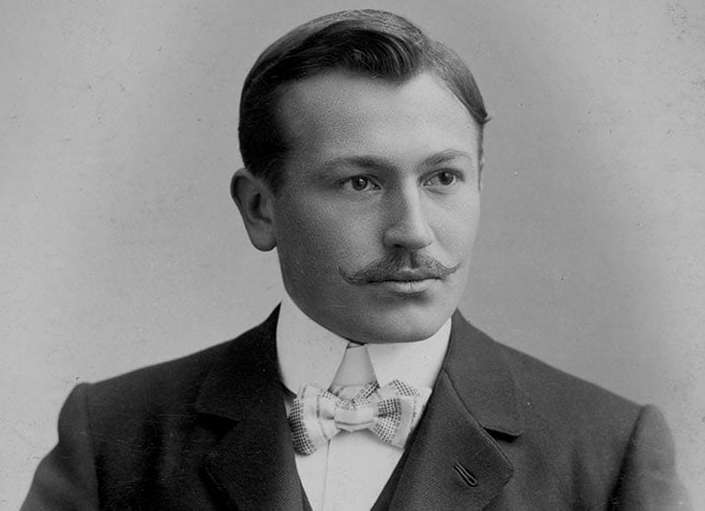
Hans Wilsdorf (1881–1960)

- Wilsdorf, Helmut (1912–1996), deutscher Pädagoge und Montanethnograph
- Wilsdorf, Paul (1856–1928), deutscher Jurist, Geheimer Rat und Ministerialdirektor
- Wilsdorf, Theodor, Vogt von Dresden
- Wilsdorf, Viktor von (1857–1920), sächsischer General der Infanterie und Kriegsminister
- Wilsdorff, Oskar (1835–1883), deutscher Architekt, Baubeamter und Fachschul-Lehrer

### Wilse
- Wilse, Anders Beer (1865–1949), norwegischer Fotograf
- Wilse, Nicolai Jacob (1736–1801), dänischer Pfarrer, topografischer Autor und Reiseschriftsteller
- Wilser, Julius (1888–1949), deutscher Geologe
- Wilser, Ludwig (1850–1923), deutscher Arzt, völkischer Schriftsteller und Rassenhistoriker
- Wilsey, Jay (1896–1961), US-amerikanischer Schauspieler
- Wilsey, John (1939–2019), britischer General

### Wilsg
- Wilsgaard, Jan (1930–2016), norwegischer Autodesigner

### Wilsh
- Wilshaw, Dennis (1926–2004), englischer Fußballspieler und -trainer
- Wilshere, Jack (* 1992), englischer Fußballspieler und -trainerJack Wilshere (* 1992)

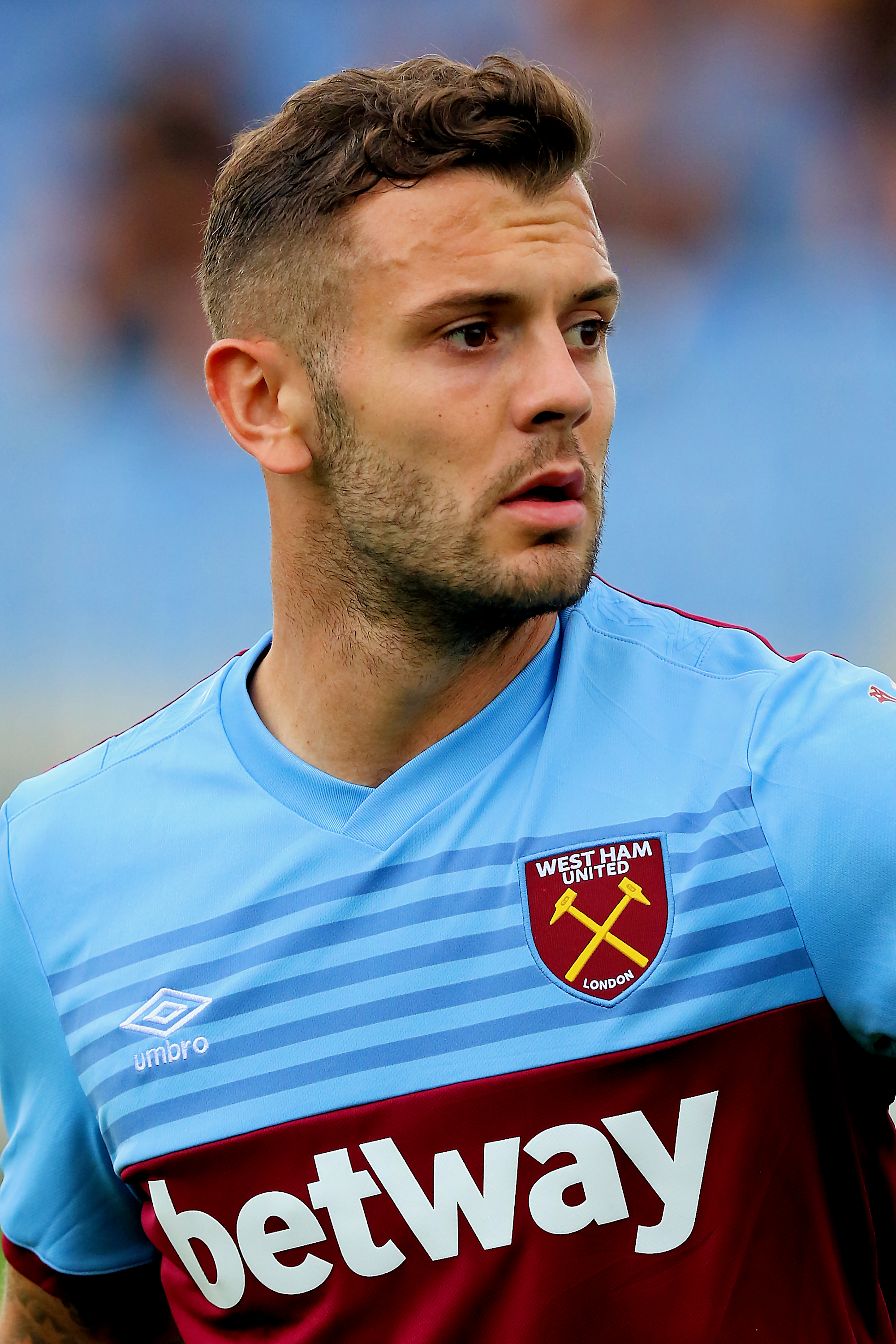
Jack Wilshere (* 1992)

- Wilshire, Henry Gaylord (1861–1927), US-amerikanischer Großgrundbesitzer, Verleger und Sozialist
- Wilshire, William Wallace (1830–1888), US-amerikanischer Politiker
- Wilshusen, Wilhelm (1874–1966), deutscher Kaufmann, China-Reisender und Reisefotograf

### Wilsi
- Wilsing, Daniel Friedrich Eduard (1809–1893), deutscher Komponist der Romantik
- Wilsing, Johannes (1856–1943), deutscher Astronom
- Wilsing, Jörn W. (1940–2010), deutscher Opernsänger (Bariton)

### Wilsk
- Wilska, Tapio (* 1969), finnischer Musiker
- Wilske, Hermann (* 1950), deutscher Lehrer und Musikpädagoge
- Wilski, Paul (1868–1939), deutscher Geodät, Markscheider und Hochschullehrer
- Wilski, Teofil (1935–2022), polnischer römisch-katholischer Geistlicher, Weihbischof in Kalisz

### Wilsm
- Wilsmann, Aloys Christof (1899–1966), deutscher Journalist, Mediziner und Amateurzauberkünstler
- Wilsmore, Norman Thomas Mortimer (1868–1940), australischer Chemiker

### Wilso

#### Wilson

##### Wilson V
- Wilson Vanderbilt, Grace (1870–1953), US-amerikanische High Society-Lady, Mitglied der Vanderbilt-Familie

##### Wilson, A – Wilson, Z

###### Wilson, A
- Wilson, Abram (1973–2012), US-amerikanischer Jazzmusiker (Trompete, Gesang), Komponist und Musikpädagoge
- Wilson, Adam (1814–1891), kanadischer Richter, Politiker und 15. Bürgermeister von Toronto
- Wilson, Adrian (* 1979), US-amerikanischer Footballspieler
- Wilson, Aidan (* 1999), schottischer Fußballspieler
- Wilson, A’ja (* 1996), US-amerikanische BasketballspielerinA’ja Wilson (* 1996)

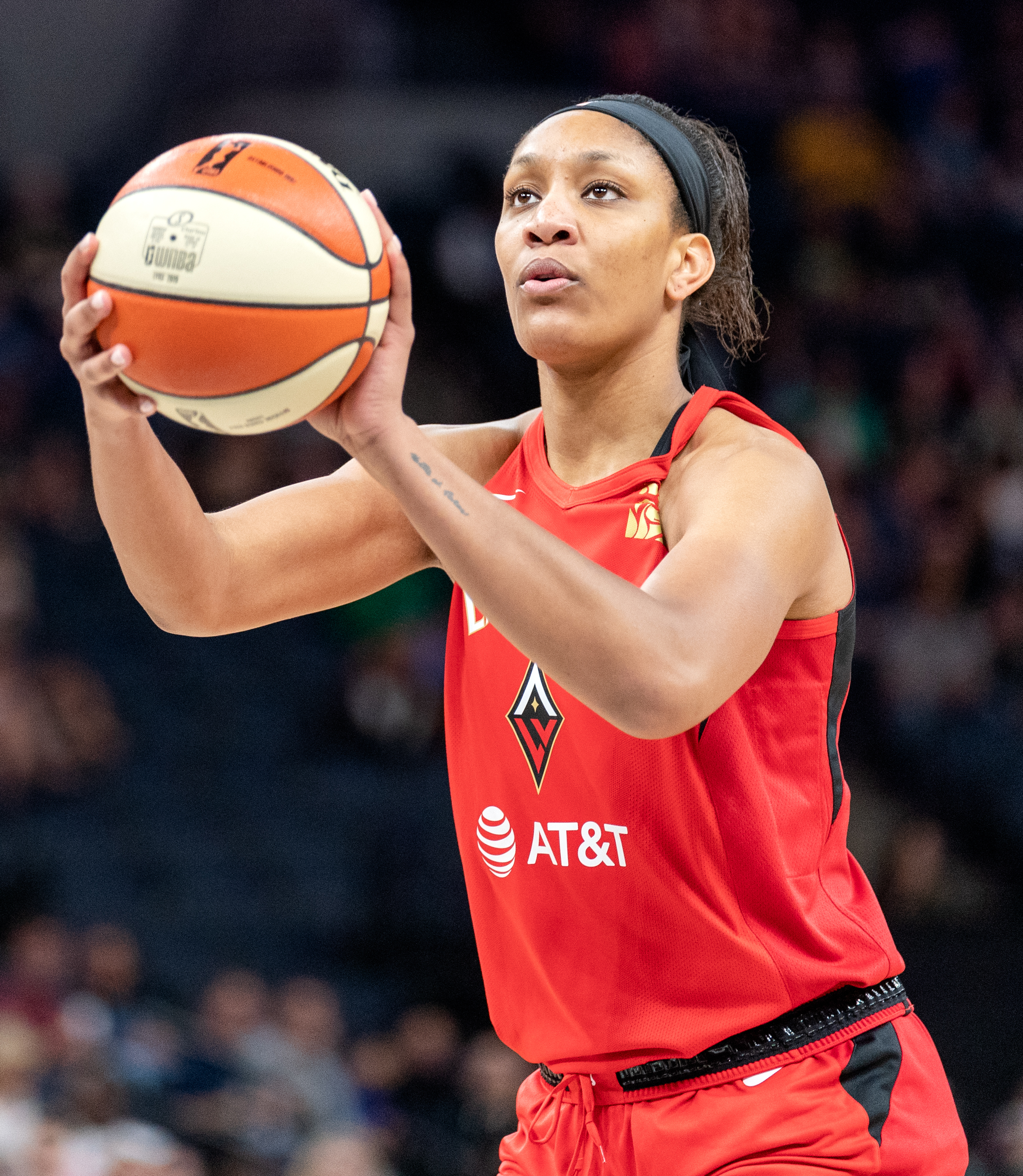
A’ja Wilson (* 1996)

- Wilson, Ajeé (* 1994), US-amerikanische Mittelstreckenläuferin
- Wilson, Ajita (1950–1987), US-amerikanische Schauspielerin, die auch als Pornodarstellerin arbeitete
- Wilson, Al (1939–2008), US-amerikanischer Soulsänger
- Wilson, Alan (1943–1970), US-amerikanischer Gitarrist und Gründungsmitglied der Band Canned Heat
- Wilson, Alan (* 1947), englischer Komponist
- Wilson, Alan (1955–2024), britischer anglikanischer Bischof
- Wilson, Alan Herries (1906–1995), britischer theoretischer Festkörperphysiker und Manager
- Wilson, Albert George (1918–2012), US-amerikanischer Astronom
- Wilson, Alda (1910–1996), kanadische Hürdenläuferin
- Wilson, Alex (1905–1994), kanadischer Sprinter und Mittelstreckenläufer
- Wilson, Alex (1933–2010), schottischer Fußballspieler
- Wilson, Alex (* 1974), US-amerikanischer Freestyle-Skier
- Wilson, Alex (* 1990), schweizerisch-jamaikanischer SprinterAlex Wilson (* 1990)

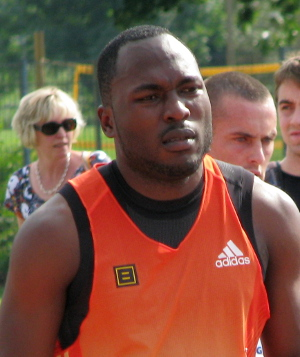
Alex Wilson (* 1990)

- Wilson, Alexander (1714–1786), schottischer Astronom und Mathematiker
- Wilson, Alexander (1766–1813), amerikanischer Ornithologe, Zeichner und Schriftsteller
- Wilson, Alexander, US-amerikanischer Politiker
- Wilson, Alexander († 1922), schottischer Hobbyfotograf
- Wilson, Alfred (1903–1989), US-amerikanischer Ruderer
- Wilson, Alfred, Baron Wilson of Radcliffe (1909–1983), britischer Politiker
- Wilson, Alice (1881–1964), kanadische Geologin, Paläontologin und Autorin
- Wilson, Allan (1934–1991), neuseeländischer Biochemiker
- Wilson, Allan (* 1954), schottischer Politiker
- Wilson, Allie (* 1996), US-amerikanische Leichtathletin
- Wilson, Amir (* 2004), britischer Schauspieler
- Wilson, Amy Louise, südafrikanische Schauspielerin und Drehbuchautorin
- Wilson, Andreas (* 1981), schwedischer Schauspieler
- Wilson, Andrew (* 1950), britischer Schriftsteller und Journalist
- Wilson, Andrew (* 1961), britischer Historiker, Politologe und Ukraine-Spezialist
- Wilson, Andrew (* 1964), US-amerikanischer SchauspielerAndrew Wilson (* 1964)

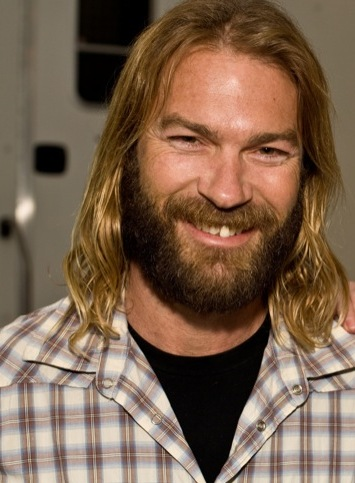
Andrew Wilson (* 1964)

- Wilson, Andrew (* 1970), schottischer Politiker
- Wilson, Andrew (* 1993), US-amerikanischer Schwimmer
- Wilson, Andy (1896–1973), schottischer Fußballspieler und -trainer
- Wilson, Andy (1902–1926), britischer Radrennfahrer
- Wilson, Andy (* 1958), englischer Fernseh- und Theaterregisseur und Drehbuchautor
- Wilson, Angelia, britische Politologin und Hochschullehrerin
- Wilson, Angus (1913–1991), britischer Schriftsteller
- Wilson, Ann, amerikanische Kunsthistorikerin und Museumsdirektorin
- Wilson, Ann (* 1949), britische Fünfkämpferin, Hürdenläuferin, Weitspringerin und Hochspringerin
- Wilson, Ann (* 1950), US-amerikanische Sängerin und Frontsängerin der Gruppe HeartAnn Wilson (* 1950)

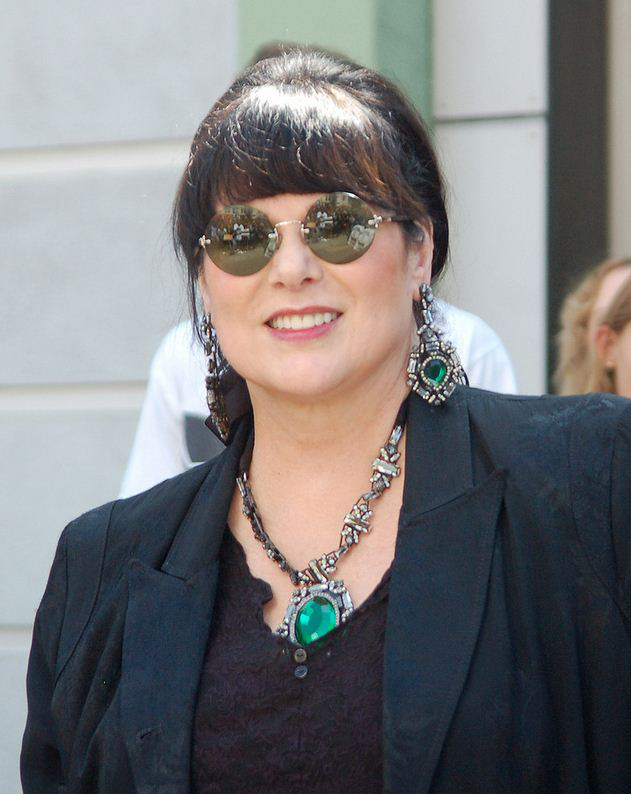
Ann Wilson (* 1950)

- Wilson, Anthony (* 1968), US-amerikanischer Jazzgitarrist, Bandleader und Komponist
- Wilson, Anthony (* 1973), australischer Eishockeyspieler
- Wilson, Anthony T. (* 1972), deutscher Literaturwissenschaftler, Schriftsteller und Bildender Künstler
- Wilson, Arnold (1884–1940), britischer Offizier, Kolonialbeamter und konservativer Parlamentarier
- Wilson, Arthur (1842–1921), britischer Flottenadmiral, Erster Seelord
- Wilson, Assinie (* 2002), jamaikanischer Sprinter
- Wilson, August (1945–2005), US-amerikanischer Dramatiker und Bühnenautor

###### Wilson, B
- Wilson, B. Edwin, US-amerikanischer Offizier, Generalmajor der US Air Force
- Wilson, B. J. (1947–1990), britischer Rockmusiker
- Wilson, Barbara (* 1952), australische Sprinterin
- Wilson, Barry (1936–2018), britischer Vizeadmiral
- Wilson, Bartholomew Stanley (1884–1938), irischer römisch-katholischer Ordensgeistlicher, Apostolischer Vikar von Sierra Leone
- Wilson, Bee (* 1974), britische Kulturwissenschaftlerin, Journalistin und Autorin
- Wilson, Behn (* 1958), kanadischer Eishockeyspieler
- Wilson, Ben (* 1963), englischer Miniaturmaler
- Wilson, Ben (1967–1984), US-amerikanischer High-School-Basketballspieler
- Wilson, Benjamin (1721–1788), englischer Maler und Naturforscher
- Wilson, Benjamin (1817–1900), US-amerikanischer Buchdrucker, Bibelübersetzer und Kirchenmitbegründer
- Wilson, Benjamin (1825–1901), US-amerikanischer Politiker
- Wilson, Benjamin Davis (1811–1878), US-amerikanischer Politiker
- Wilson, Bert (1939–2013), US-amerikanischer Jazz-Saxophonist, Komponist, Arrangeur und Bandleader
- Wilson, Bert (1949–1992), kanadischer Eishockeyspieler
- Wilson, Bertha (1923–2007), kanadische Rechtsanwältin und Richterin
- Wilson, Bertram Martin (1896–1935), britischer Mathematiker
- Wilson, Bill, schottischer Politiker
- Wilson, Blake S. (* 1948), US-amerikanischer Ingenieur
- Wilson, Bob (1916–1999), US-amerikanischer Politiker
- Wilson, Bob (* 1941), schottischer Fußballtorhüter
- Wilson, Bobby (1935–2020), britischer Tennisspieler
- Wilson, Bradley (* 1992), US-amerikanischer Freestyle-Skier
- Wilson, Brandon (* 1997), australisch-botswanischer Fußballspieler
- Wilson, Brent (* 1974), deutsch-US-amerikanischer Basketballspieler
- Wilson, Brian (* 1942), US-amerikanischer Musiker (The Beach Boys)Brian Wilson (* 1942)

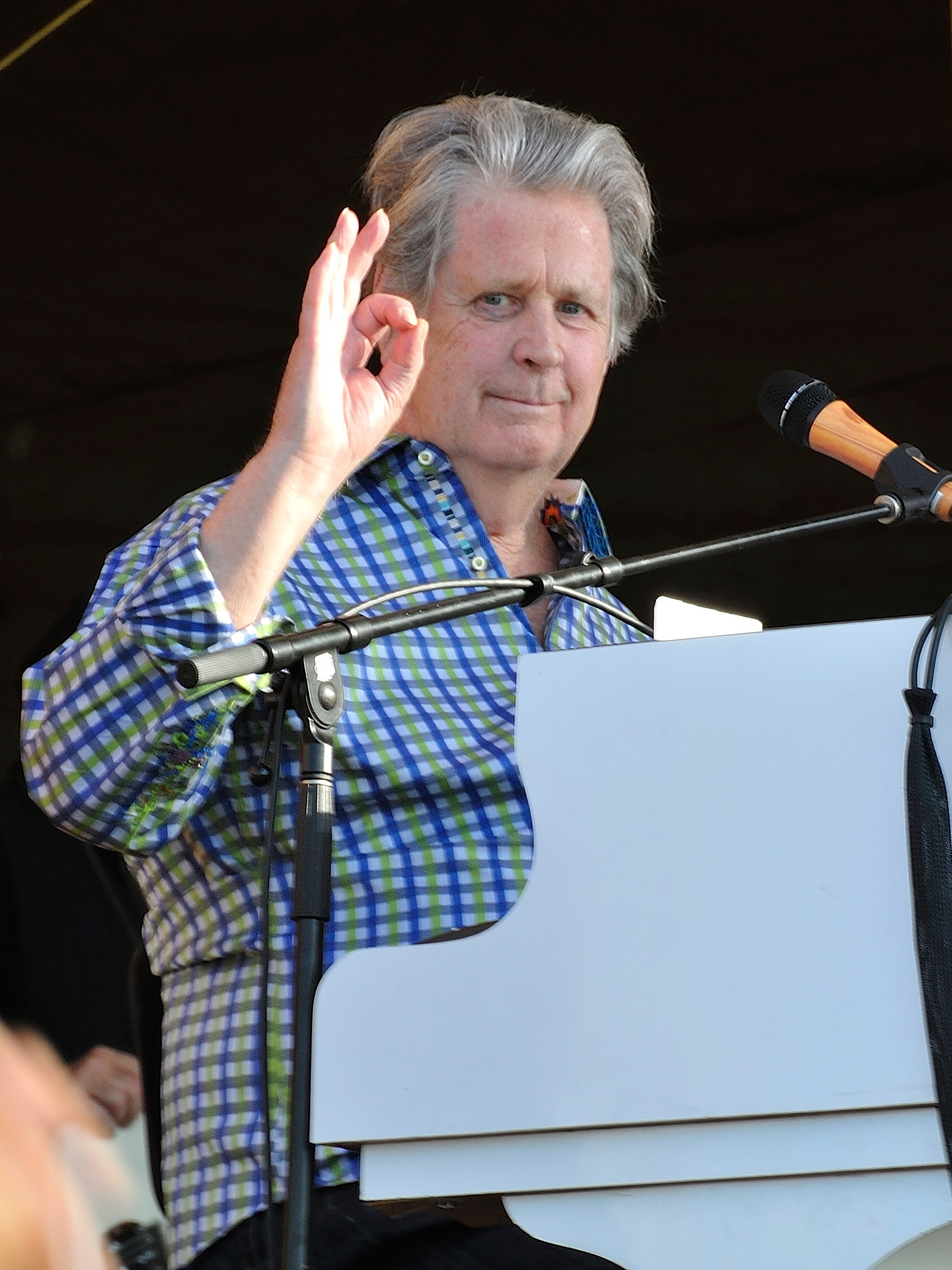
Brian Wilson (* 1942)

- Wilson, Brian (* 1982), US-amerikanischer Baseballspieler
- Wilson, Bridgette (* 1973), US-amerikanische Schauspielerin
- Wilson, Brittany (* 1989), US-amerikanische Basketballspielerin
- Wilson, Britton (* 2000), US-amerikanische Hürdenläuferin
- Wilson, Brock, US-amerikanischer Pokerspieler
- Wilson, Bryan R. (1926–2004), britischer Religionssoziologe
- Wilson, Bryon (* 1988), amerikanischer Freestyle-Skisportler
- Wilson, Budge (1927–2021), kanadische Schriftstellerin
- Wilson, Buster (1897–1949), US-amerikanischer Jazz-Pianist

###### Wilson, C
- Wilson, C. J. (* 1980), US-amerikanischer Baseballspieler
- Wilson, C. J. (* 1987), US-amerikanischer American-Football-Spieler
- Wilson, Cairine (1885–1962), kanadische Politikerin
- Wilson, Caitlin, australische Diplomatin
- Wilson, Callum (* 1992), englischer Fußballspieler
- Wilson, Camille (* 1995), philippinisch-US-amerikanische Fußballspielerin
- Wilson, Carey (1889–1962), US-amerikanischer Drehbuchautor und Filmproduzent
- Wilson, Carey (* 1962), kanadischer Eishockeyspieler
- Wilson, Carl (1946–1998), US-amerikanischer Musiker (The Beach Boys)Carl Wilson (1946–1998)

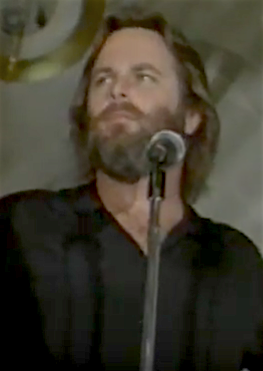
Carl Wilson (1946–1998)

- Wilson, Carlos (1912–1996), argentinischer Fußballspieler
- Wilson, Carole, englische Opernsängerin des Stimmfachs Mezzosopran
- Wilson, Carolyn (* 1959), britische Synchronschwimmerin
- Wilson, Casey (* 1980), US-amerikanische Schauspielerin und Drehbuchautorin
- Wilson, Cassandra (* 1955), amerikanische Jazzsängerin
- Wilson, Cedrick Jr. (* 1995), US-amerikanischer Footballspieler
- Wilson, Chandra (* 1969), US-amerikanische SchauspielerinChandra Wilson (* 1969)

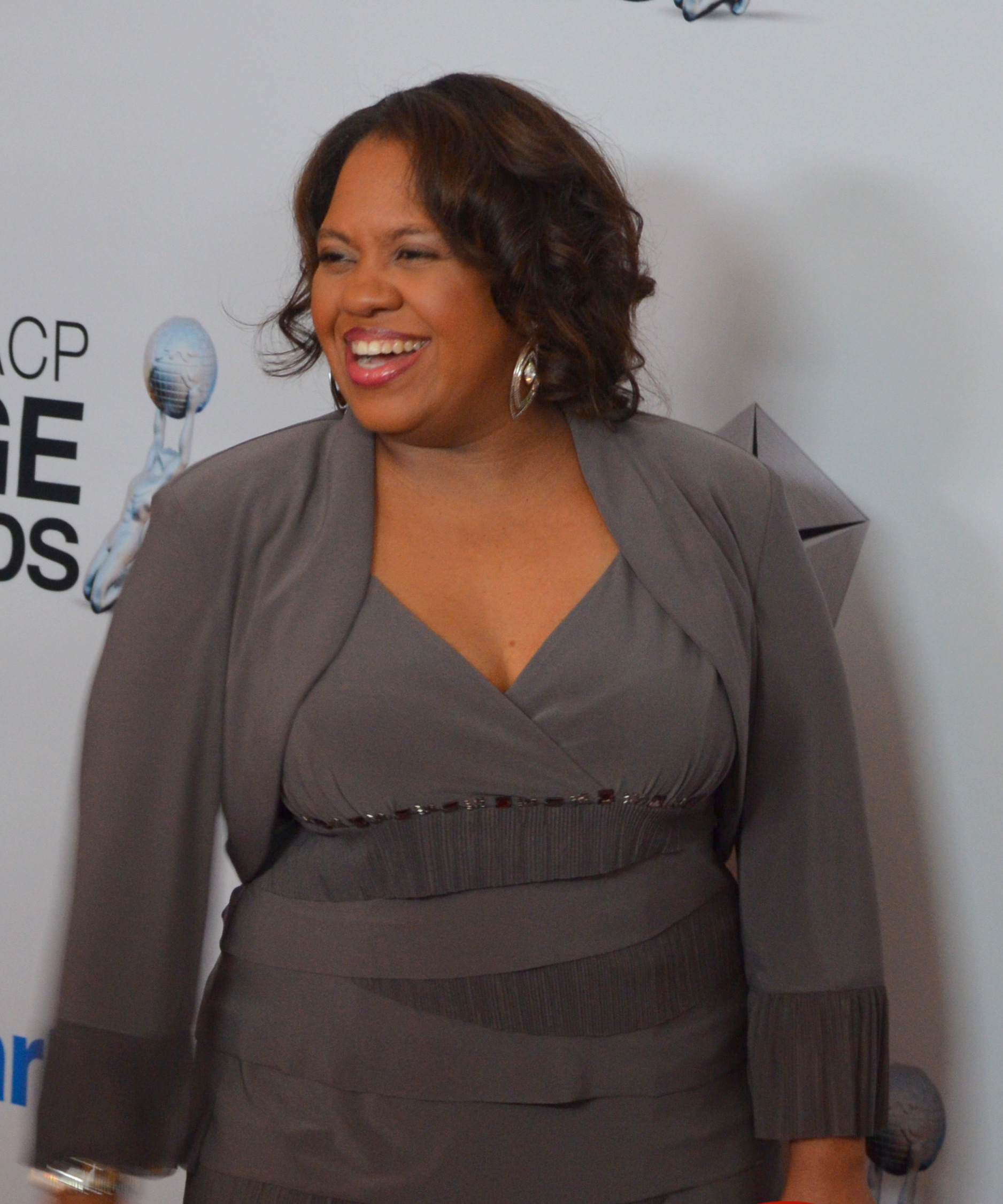
Chandra Wilson (* 1969)

- Wilson, Charles, schottischer Chemiker, Physiker und Hochschullehrer
- Wilson, Charles (1808–1877), kanadischer Politiker und Unternehmer
- Wilson, Charles (1931–2019), kanadischer Komponist, Chorleiter und Musikpädagoge
- Wilson, Charles (1935–2022), schottischer Journalist und Zeitungsherausgeber
- Wilson, Charles C. (1894–1948), US-amerikanischer Bühnenschauspieler
- Wilson, Charles Edward (1853–1941), britischer Maler
- Wilson, Charles Edward (1886–1972), US-amerikanischer Geschäftsmann und Politiker
- Wilson, Charles Erwin (1890–1961), US-amerikanischer Geschäftsmann und Politiker
- Wilson, Charles H. (1917–1984), US-amerikanischer Politiker
- Wilson, Charles Thomson Rees (1869–1959), schottischer Physiker
- Wilson, Charles William (1836–1905), britischer Offizier, Geograph, Vermesser und Forschungsreisender
- Wilson, Charles, 1. Baron Moran (1882–1977), britischer Mediziner, Leibarzt von Winston Churchill
- Wilson, Charlie (1933–2010), US-amerikanischer PolitikerCharlie Wilson (1933–2010)

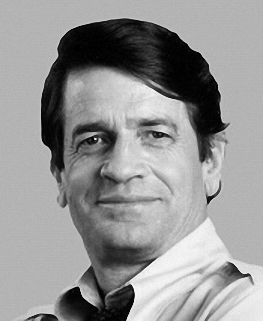
Charlie Wilson (1933–2010)

- Wilson, Charlie (1943–2013), US-amerikanischer Politiker (Demokratische Partei)
- Wilson, Charlie (* 1953), US-amerikanischer Musiker
- Wilson, Chevonne, US-amerikanische Schauspielerin
- Wilson, Chris (* 1967), kanadischer Ringer
- Wilson, Chuck (1948–2018), amerikanischer Jazzmusiker (Altsaxophon, auch andere Holzblasinstrumente)
- Wilson, Ciara Riley (* 2001), US-amerikanische Schauspielerin und Synchronsprecherin
- Wilson, Clarence (1876–1941), amerikanischer Schauspieler
- Wilson, Clark Loudon (1913–2006), US-amerikanischer Psychologe
- Wilson, Clay (* 1983), US-amerikanischer Eishockeyspieler
- Wilson, Cliff (1934–1994), walisischer Snookerspieler
- Wilson, Clifford B. (1879–1943), US-amerikanischer Politiker
- Wilson, Clive (* 1961), englischer Fußballspieler
- Wilson, Cody (* 1988), US-amerikanischer Jurastudent und Gründer
- Wilson, Colin, Straßenradrennfahrer aus Trinidad und Tobago
- Wilson, Colin (1931–2013), britischer SchriftstellerColin Wilson (1931–2013)

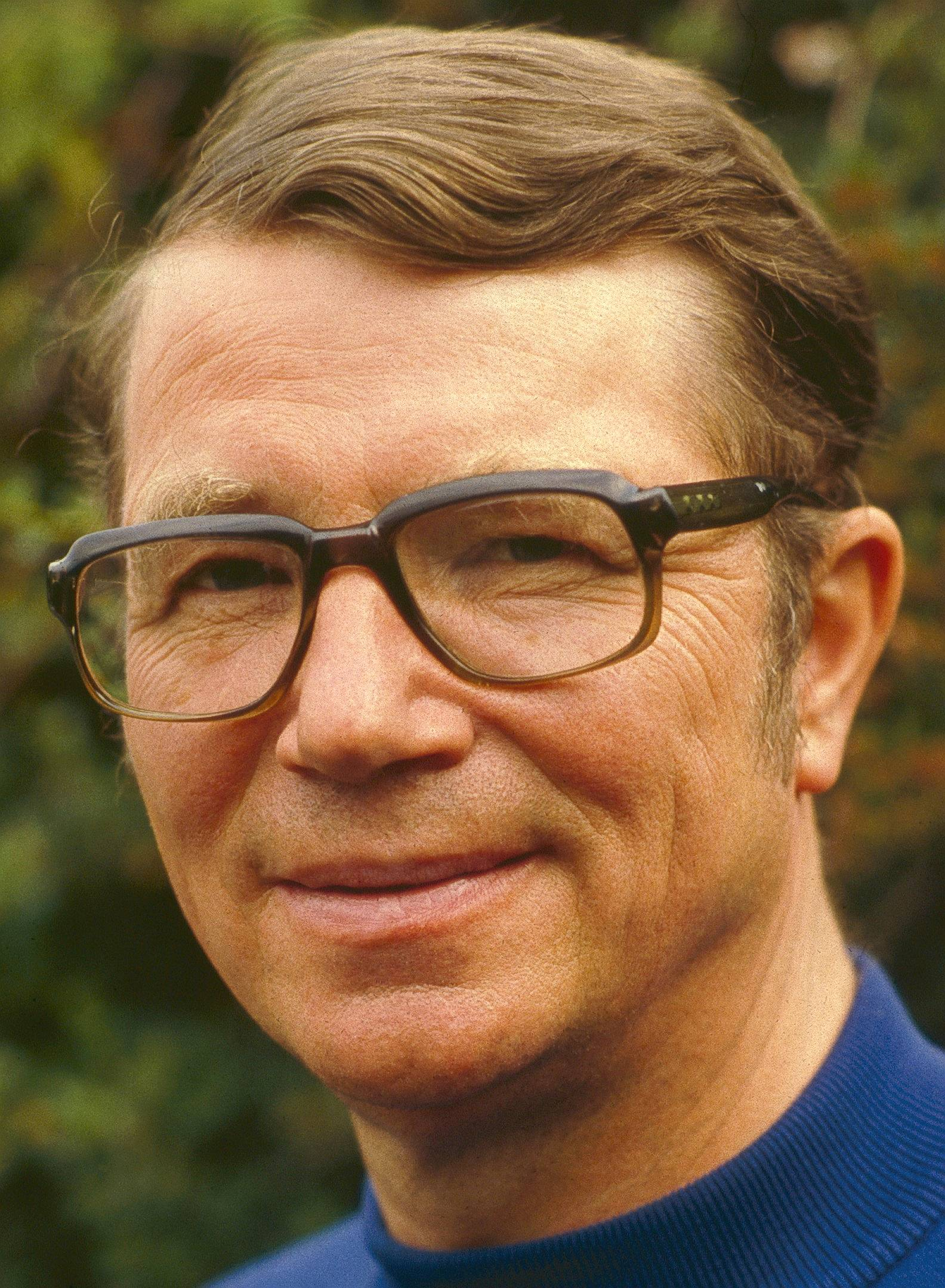
Colin Wilson (1931–2013)

- Wilson, Colin (* 1949), neuseeländischer Comiczeichner
- Wilson, Colin (* 1989), US-amerikanischer Eishockeyspieler
- Wilson, Colin St. John (1922–2007), britischer Architekt, Dozent und Autor
- Wilson, Connor (* 1996), südafrikanischer Skirennläufer
- Wilson, Corri (* 1965), schottische Politikerin
- Wilson, Craig (* 1957), US-amerikanischer Wasserballspieler
- Wilson, Craig (* 1973), schottischer Curler

###### Wilson, D
- Wilson, D. J. (* 1996), US-amerikanischer Basketballspieler
- Wilson, D. W. (* 1985), kanadischer Schriftsteller
- Wilson, Dale (1950–2025), kanadischer Schauspieler und Synchronsprecher von Trickfilmen
- Wilson, Dan, amerikanischer Jazzmusiker (Gitarre, Komposition)
- Wilson, Dan (* 1961), US-amerikanischer Rockmusiker, Songwriter und Musikproduzent
- Wilson, Dana (* 1946), US-amerikanischer Komponist und Musikpädagoge
- Wilson, Dana (1983–2011), neuseeländischer Rugby-League-Spieler
- Wilson, Daniel (1816–1892), schottischer Prähistoriker, Ethnologe, Autor und 3. Präsident der kanadischen Universität Toronto
- Wilson, Daniel (1840–1919), französischer Politiker
- Wilson, Danny (* 1960), nordirischer Fußballspieler und -trainer
- Wilson, Danny (* 1991), schottischer Fußballspieler
- Wilson, Dave (* 1955), US-amerikanischer Jazzmusiker und Komponist
- Wilson, David (1885–1959), schottischer Fußballspieler und -trainer
- Wilson, David (* 1951), britischer Hürdenläufer und Hochspringer
- Wilson, David (* 1960), US-amerikanischer Schwimmer
- Wilson, David (* 1966), kanadischer Eiskunstlauftrainer und Choreograf und ehemaliger Eiskunstläufer
- Wilson, David C. (* 1951), britischer Wirtschaftswissenschaftler
- Wilson, David Gordon (1928–2019), englischer Ingenieur und Professor der Ingenieurwissenschaften
- Wilson, David Henry (* 1937), britischer Kinder- und Jugendbuchautor
- Wilson, David M. (* 1931), britischer Mittelalterarchäologe
- Wilson, David Sloan (* 1949), US-amerikanischer Biologe
- Wilson, David, Baron Wilson of Tillyorn (* 1935), britischer Diplomat und Politiker
- Wilson, Deborah (* 1955), US-amerikanische Wasserspringerin
- Wilson, Debra (* 1962), US-amerikanische Schauspielerin und SynchronsprecherinDebra Wilson (* 1962)

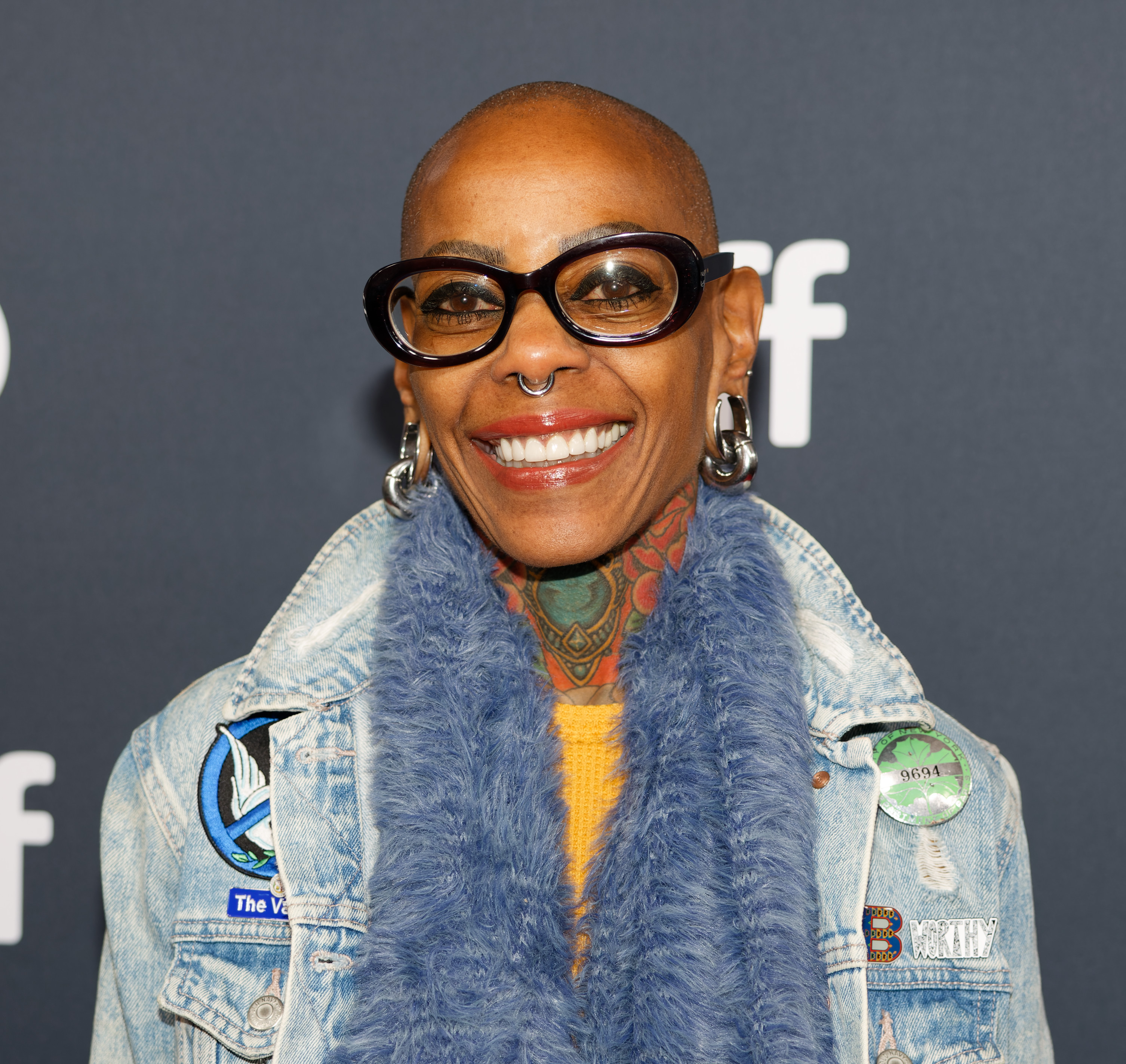
Debra Wilson (* 1962)

- Wilson, Delroy (1948–1995), jamaikanischer Sänger und Komponist
- Wilson, Dempsey (1927–1971), US-amerikanischer Automobilrennfahrer
- Wilson, Denisea (* 1999), US-amerikanische Schauspielerin
- Wilson, Dennis (1944–1983), US-amerikanischer Popmusiker
- Wilson, Dennis (* 1952), amerikanischer Jazzmusiker (Posaune, Arrangement)
- Wilson, Desiré (* 1953), südafrikanische Rennfahrerin
- Wilson, De’Vion (* 2000), US-amerikanischer Leichtathlet
- Wilson, Diarmuid (* 1965), irischer Politiker
- Wilson, Dick (1911–1941), US-amerikanischer Jazz-Tenorsaxophonist des Swing
- Wilson, Dick (1934–1990), US-amerikanischer Politiker, Stammesvorstand der Oglala-Lakota-Indianer
- Wilson, Don (* 1954), US-amerikanischer Schauspieler und Kickboxer
- Wilson, Don E. (* 1944), US-amerikanischer Zoologe
- Wilson, Donald (* 1944), australischer Radrennfahrer
- Wilson, Dooley (1886–1953), US-amerikanischer Film- und Theaterschauspieler sowie JazzmusikerDooley Wilson (1886–1953)

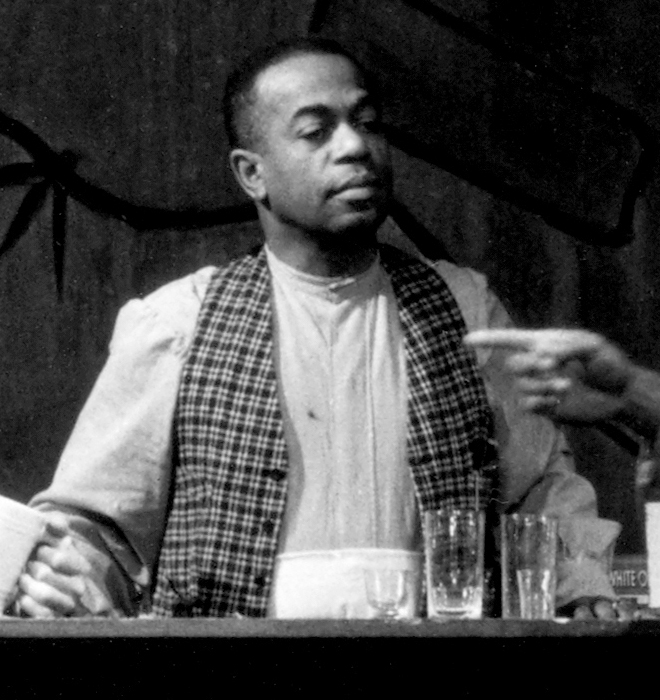
Dooley Wilson (1886–1953)

- Wilson, Doug (* 1957), kanadischer Eishockeyspieler und -funktionär
- Wilson, Douglas (1920–2010), britischer Mittelstreckenläufer
- Wilson, Dudley Butler (1923–1995), britischer Romanist und Französist
- Wilson, Duncan (1911–1983), britischer Diplomat, Sachbuchautor und Verwaltungsbeamter
- Wilson, Durward S. (1886–1970), US-amerikanischer Offizier, Generalmajor der US-Army

###### Wilson, E
- Wilson, Earl (1906–1990), US-amerikanischer Politiker
- Wilson, Earle (1901–1989), US-amerikanischer Dreispringer
- Wilson, Eddie (* 1936), deutsch-amerikanischer Country-Sänger
- Wilson, Edgar (1861–1915), US-amerikanischer Politiker
- Wilson, Edgar Bright (1908–1992), US-amerikanischer Chemiker
- Wilson, Edgar Campbell (1800–1860), US-amerikanischer Politiker
- Wilson, Edith (1872–1961), US-amerikanische First Lady, Ehefrau von Woodrow Wilson
- Wilson, Edith (1896–1981), US-amerikanische Jazzsängerin und Schauspielerin
- Wilson, Edmund (1895–1972), US-amerikanischer Schriftsteller und Literaturkritiker
- Wilson, Edmund B. (1856–1939), US-amerikanischer Genetiker und Zoologe
- Wilson, Edward Adrian (1872–1912), britischer Arzt und Polarforscher
- Wilson, Edward O. (1929–2021), US-amerikanischer Entomologe, Biologe und Autor
- Wilson, Edward W. (1907–1982), schottischer Badmintonspieler
- Wilson, Edwin Bidwell (1879–1964), US-amerikanischer Mathematiker, Polyhistor und Hochschullehrer
- Wilson, Edwin Paul (1928–2012), US-amerikanischer Offizier der CIA und des Office of Naval Intelligence
- Wilson, Elizabeth (1921–2015), US-amerikanische Film-, Fernseh- und TheaterschauspielerinElizabeth Wilson (1921–2015)

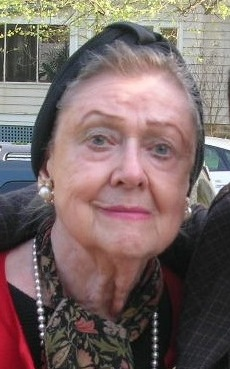
Elizabeth Wilson (1921–2015)

- Wilson, Ella (* 2008), US-amerikanische Nordische Kombiniererin
- Wilson, Ellen (1860–1914), US-amerikanische First Lady
- Wilson, Emanuel W. (1844–1905), US-amerikanischer Politiker
- Wilson, Emily (* 1971), britisch-US-amerikanische Altphilologin
- Wilson, Emily (* 2001), nordirische Fußballspielerin
- Wilson, Emma (* 1999), britische Windsurferin
- Wilson, Emmett (1882–1918), US-amerikanischer Politiker
- Wilson, Ephraim King (1771–1834), US-amerikanischer Politiker
- Wilson, Ephraim King (1821–1891), US-amerikanischer Politiker
- Wilson, Eric (* 1940), kanadischer Kinderbuchautor und Schriftsteller
- Wilson, Eric (* 1994), US-amerikanischer American-Football-Spieler
- Wilson, Erica Martrece (* 1991), US-amerikanische Volleyballspielerin
- Wilson, Erin Cressida (* 1964), US-amerikanische Drehbuchautorin
- Wilson, Ernest Henry (1876–1930), englisch-amerikanischer Botaniker und Pflanzenjäger
- Wilson, Eugene McLanahan (1833–1890), US-amerikanischer Politiker

###### Wilson, F
- Wilson, Fiammetta (1864–1920), englische Astronomin
- Wilson, Fran (* 1991), englische Cricketspielerin
- Wilson, Francis (1939–2022), südafrikanischer Volkswirt und Hochschullehrer
- Wilson, Francis H. (1844–1910), US-amerikanischer Jurist und Politiker
- Wilson, Francis Paul (* 1946), US-amerikanischer Autor von Science-Fiction- und Horror-RomanenFrancis Paul Wilson (* 1946)

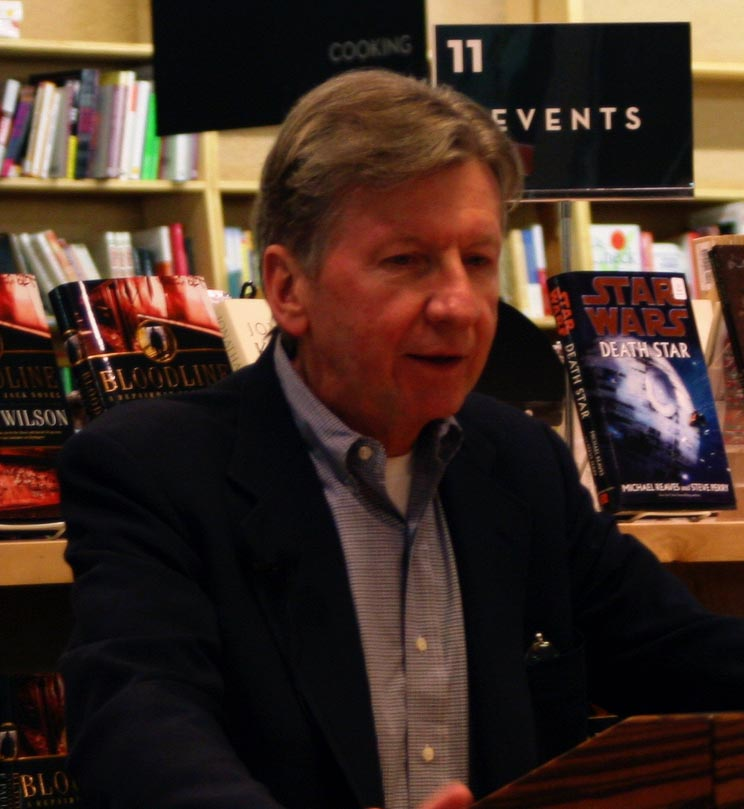
Francis Paul Wilson (* 1946)

- Wilson, Frank E. (1857–1935), US-amerikanischer Arzt und Politiker
- Wilson, Frank Norman (1890–1952), US-amerikanischer Kardiologe
- Wilson, Fred (* 1961), US-amerikanischer Geschäftsmann
- Wilson, Fred O. (* 1903), US-amerikanischer Jurist und Politiker
- Wilson, Fred R. († 1994), US-amerikanischer Tontechniker
- Wilson, Frederica (* 1942), US-amerikanische Politikerin
- Wilson, Frederick (1912–1994), britischer Filmeditor

###### Wilson, G
- Wilson, G. Willow (* 1982), US-amerikanische Autorin von Fantasy, Graphic Novels und Comics
- Wilson, Garland (1909–1954), US-amerikanischer Jazzpianist
- Wilson, Garrett (* 1991), kanadischer Eishockeyspieler
- Wilson, Garrett (* 2000), US-amerikanischer American-Football-SpielerGarrett Wilson (* 2000)

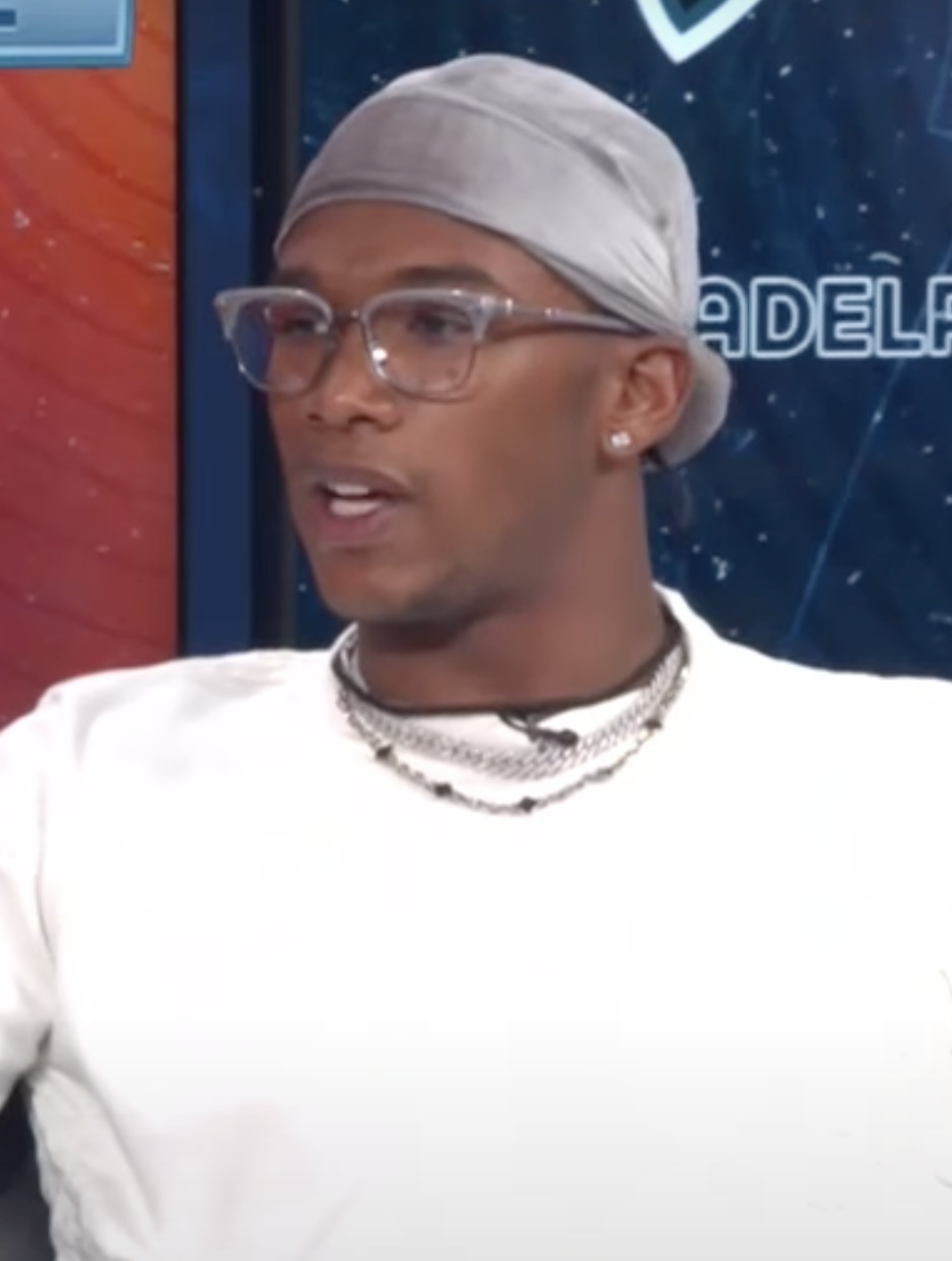
Garrett Wilson (* 2000)

- Wilson, Gary (* 1985), englischer Snookerspieler
- Wilson, George (1918–1956), US-amerikanischer Boxer
- Wilson, George (1921–1999), US-amerikanischer Comiczeichner
- Wilson, George A. (1884–1953), US-amerikanischer Politiker
- Wilson, George Balch (1927–2021), US-amerikanischer Komponist und Musikpädagoge
- Wilson, George Fergusson (1822–1902), englischer Industrieller und Pflanzenzüchter
- Wilson, George Fox (1896–1951), englischer Entomologe und Pflanzenschutzsachverständiger
- Wilson, George Grafton (1863–1951), US-amerikanischer Rechtswissenschaftler
- Wilson, George H. (1905–1985), US-amerikanischer Politiker
- Wilson, George Henry (1855–1922), US-amerikanischer Zahnarzt und Hochschullehrer
- Wilson, George W. (1840–1909), US-amerikanischer Politiker
- Wilson, Georges (1921–2010), französischer Schauspieler und Theaterregisseur
- Wilson, Gerald (1906–1945), kanadischer Segler
- Wilson, Gerald (1918–2014), US-amerikanischer Jazzmusiker (Trompeter, Arrangeur und Bandleader)
- Wilson, Giuseppe (1945–2022), italienischer Fußballspieler
- Wilson, Glen (* 1971), neuseeländischer Squashspieler
- Wilson, Glenn (* 1954), US-amerikanischer Jazz-Baritonsaxophonist, Flötist und Bassklarinettist
- Wilson, Gordon (1938–2017), britischer Jurist und Politiker
- Wilson, Grady (1919–1987), US-amerikanischer evangelikaler Pastor, Erweckungsprediger und Vorstand der Billy Graham Evangelistic Association
- Wilson, Grant (* 1974), US-amerikanischer Geisterjäger
- Wilson, Gregory P. (* 1973), US-amerikanischer Paläomammaloge, Paläobiologe und Museumskurator
- Wilson, Gretchen (* 1973), US-amerikanische Countrysängerin und Songwriterin
- Wilson, Guy (* 1985), US-amerikanischer Schauspieler

###### Wilson, H
- Wilson, Hamish (1942–2020), britischer Schauspieler und Radioproduzent
- Wilson, Happy (1919–1977), amerikanischer Country-Musiker und Radiomoderator
- Wilson, Harold (1885–1932), britischer Mittelstreckenläufer
- Wilson, Harold (1916–1995), britischer Politiker (Labour Party), Mitglied des House of Commons, Premierminister von Großbritannien (1964–1970 und 1974–1976)Harold Wilson (1916–1995)

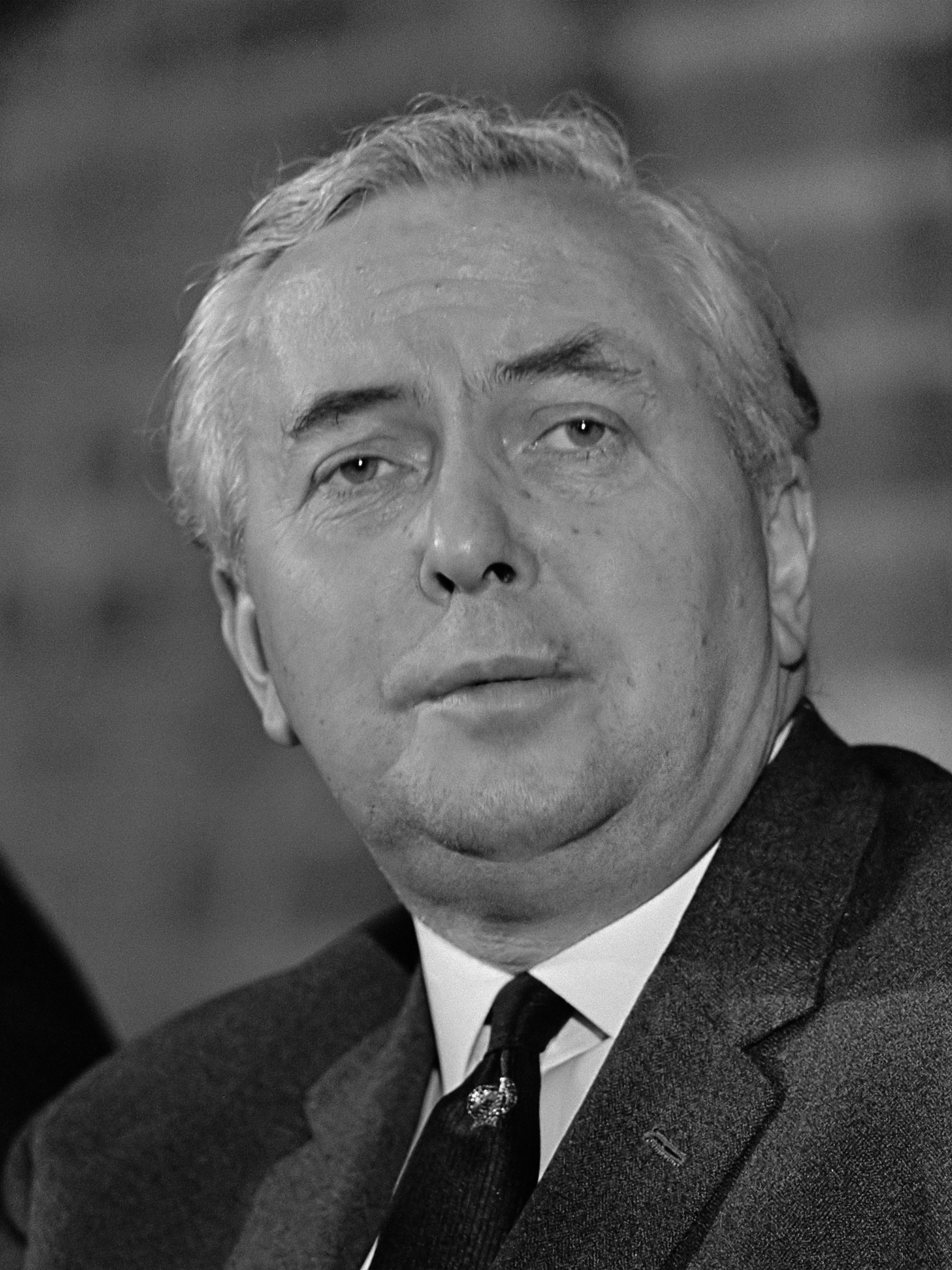
Harold Wilson (1916–1995)

- Wilson, Harold Albert (1874–1964), britischer Physiker
- Wilson, Harriet (1825–1900), US-amerikanische Schriftstellerin
- Wilson, Harry (1896–1979), neuseeländischer Hürdenläufer
- Wilson, Harry (1897–1978), britischer Schauspieler
- Wilson, Harry (* 1909), australischer Kugelstoßer und Diskuswerfer
- Wilson, Harry (* 1997), walisischer Fußballspieler
- Wilson, Harry Leon (1867–1939), US-amerikanischer Schriftsteller und Dramatiker
- Wilson, Heather (* 1960), US-amerikanische Politikerin
- Wilson, Henry (1778–1826), US-amerikanischer Politiker
- Wilson, Henry (1812–1875), US-amerikanischer Politiker, Vizepräsident der Vereinigten Staaten
- Wilson, Henry (1828–1878), US-amerikanischer Komponist
- Wilson, Henry Braid (1861–1954), Admiral der United States Navy im Ersten Weltkrieg
- Wilson, Henry Fuller Maitland (1859–1941), britischer Generalleutnant
- Wilson, Henry Hughes (1864–1922), britischer Feldmarschall und Chef des Imperialen GeneralstabsHenry Hughes Wilson (1864–1922)

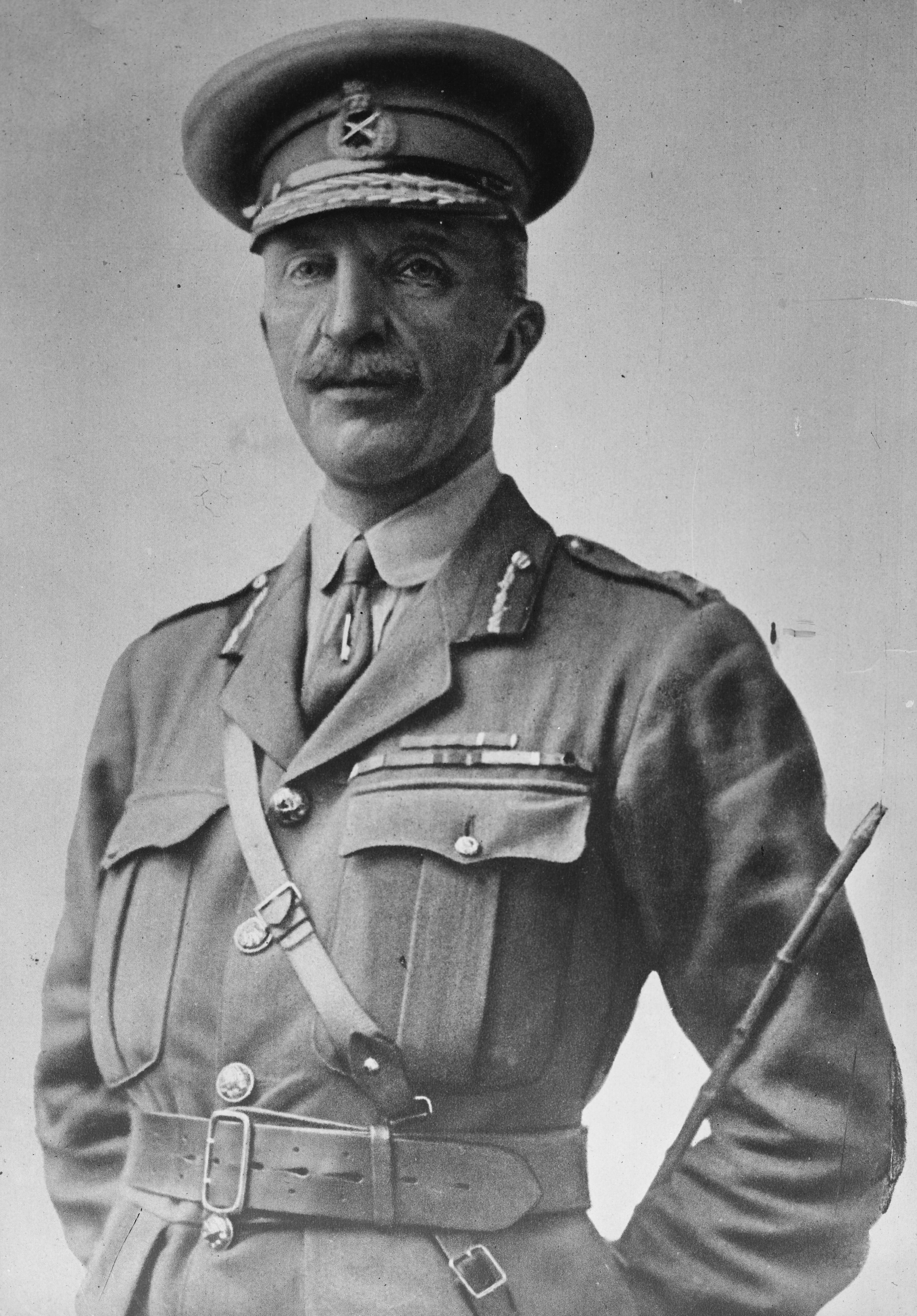
Henry Hughes Wilson (1864–1922)

- Wilson, Henry Maitland, 1. Baron Wilson (1881–1964), britischer Feldmarschall im Zweiten Weltkrieg
- Wilson, Henry Van Peters (1863–1939), US-amerikanischer Zoologe
- Wilson, Henry, Baron Wilson of Langside (1916–1997), britischer Jurist und Politiker
- Wilson, Herbert Couper (1858–1940), US-amerikanischer Astronom
- Wilson, Hope Olaide (* 1985), britische Schauspielerin
- Wilson, Horace (1882–1972), britischer hoher Beamter, Wirtschaftsexperte
- Wilson, Hugh (1943–2018), US-amerikanischer Regisseur
- Wilson, Hugh (* 1945), neuseeländischer Botaniker
- Wilson, Hugh Robert (1885–1946), US-amerikanischer Botschafter

###### Wilson, I
- Wilson, Iain (* 1998), schottischer Fußballspieler
- Wilson, Ian (1939–2021), britischer Kameramann
- Wilson, Ian (1940–2020), südafrikanisch-US-amerikanischer Konzeptkünstler
- Wilson, Ian (* 1941), englischer Autor
- Wilson, Ian (* 1964), britischer Komponist klassischer Musik
- Wilson, Ian (* 1970), britischer Schwimmer
- Wilson, Isaac (1780–1848), US-amerikanischer Politiker

###### Wilson, J
- Wilson, J. Dover (1881–1969), britischer Literaturwissenschaftler und Shakespearegelehrter
- Wilson, Jack (1927–2000), US-amerikanischer Motorrad-Tuner, häufig genannt in Zusammenhang mit Rekorden auf den Bonneville Flats
- Wilson, Jack (1936–2007), US-amerikanischer Pianist, Arrangeur und Komponist des Modern Jazz
- Wilson, Jack (1939–2021), kanadischer Eishockeyspieler
- Wilson, Jackie (1909–1966), US-amerikanischer Boxweltmeister im Federgewicht
- Wilson, Jackie (1934–1984), US-amerikanischer Rhythm-and-Blues- und Soul-SängerJackie Wilson (1934–1984)

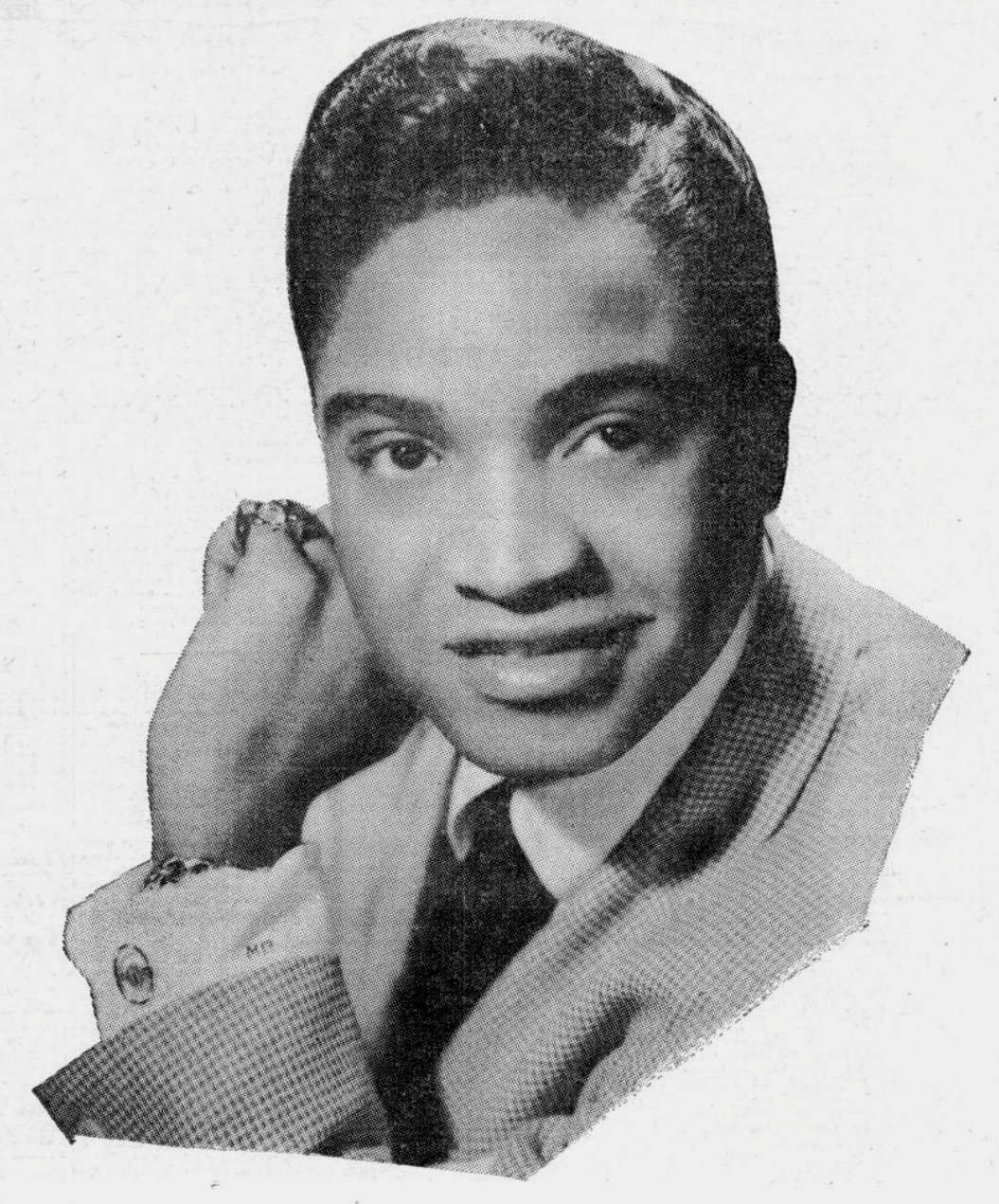
Jackie Wilson (1934–1984)

- Wilson, Jacob (* 1990), US-amerikanischer Autorennfahrer
- Wilson, Jacqueline (* 1945), britische Schriftstellerin
- Wilson, Jade (1977–1998), neuseeländische Squashspielerin
- Wilson, Jamal (* 1988), bahamaischer Hochspringer
- Wilson, James (1742–1798), US-amerikanischer Rechtstheoretiker und Gründervater
- Wilson, James (1763–1855), US-amerikanischer Farmer, erster Globenhersteller der Vereinigten Staaten
- Wilson, James (1766–1839), britisch-amerikanischer Politiker
- Wilson, James (1769–1814), britischer Kapitän und Entdecker
- Wilson, James (1779–1868), US-amerikanischer Politiker
- Wilson, James (1797–1881), US-amerikanischer Politiker
- Wilson, James (1805–1860), britischer Unternehmer, Ökonom und Politiker
- Wilson, James (1812–1880), australischer Politiker, Premierminister von Tasmanien
- Wilson, James (1825–1867), US-amerikanischer Politiker
- Wilson, James (1835–1920), schottisch-amerikanischer Politiker
- Wilson, James (1865–1900), schottischer Fußballtorwart
- Wilson, James (1891–1973), britischer Langstreckenläufer
- Wilson, James (1922–2005), britisch-irischer Komponist
- Wilson, James (* 1965), britischer Filmproduzent
- Wilson, James (* 1972), englischer Dartspieler
- Wilson, James (* 1995), englischer Fußballspieler
- Wilson, James (* 2007), schottischer Fußballspieler
- Wilson, James Clifton (1874–1951), US-amerikanischer Jurist und Politiker
- Wilson, James F. (1828–1895), US-amerikanischer Politiker
- Wilson, James H. (1837–1925), US-amerikanischer Ingenieur und Generalmajor
- Wilson, James J. (1775–1824), US-amerikanischer Politiker
- Wilson, James M. junior (1918–2009), US-amerikanischer Diplomat
- Wilson, James Q. (1931–2012), amerikanischer Politikwissenschaftler
- Wilson, James R., schottischer Fußballspieler
- Wilson, James R. (1922–2007), US-amerikanischer theoretischer Astrophysiker
- Wilson, James W. (1917–2001), US-amerikanischer Offizier, Generalleutnant der US Air Force
- Wilson, Jamie (* 2003), englischer Snookerspieler
- Wilson, Jamika (* 1991), US-amerikanische Maskenbildnerin
- Wilson, Janis (1930–2003), US-amerikanische Schauspielerin
- Wilson, Jean (1910–1933), kanadische Eisschnellläuferin
- Wilson, Jean D. (1932–2021), US-amerikanischer Endokrinologe
- Wilson, Jeannie (* 1947), US-amerikanische Schauspielerin
- Wilson, Jeff (* 1973), neuseeländischer Sportler
- Wilson, Jeff (* 1995), US-amerikanischer American-Football-Spieler
- Wilson, Jeffrey A. (* 1969), US-amerikanischer Paläontologe und Hochschullehrer
- Wilson, Jen (1944–2023), britische Jazzmusikerin (Piano)
- Wilson, Jenny (* 1975), schwedische Popmusikerin
- Wilson, Jeremiah M. (1828–1901), US-amerikanischer Politiker
- Wilson, Jerrel (1941–2005), US-amerikanischer American-Football-Spieler
- Wilson, Jim, US-amerikanischer Filmproduzent, Filmregisseur und Drehbuchautor
- Wilson, Jim, US-amerikanischer Gitarrist und Sänger
- Wilson, Jimmie, US-amerikanischer Sänger und Musicaldarsteller
- Wilson, Jimmy, schottischer Fußballspieler
- Wilson, Jimmy, US-amerikanischer Pianist und Rockabilly-Musiker
- Wilson, Jimmy (1921–1965), US-amerikanischer Rhythm-and-Blues-Sänger
- Wilson, Jocky (1950–2012), britischer Dartspieler
- Wilson, Joe (* 1947), US-amerikanischer Politiker der Republikanischen Partei
- Wilson, Joe Lee (1935–2011), US-amerikanischer Jazzsänger
- Wilson, John (1741–1793), britischer Mathematiker
- Wilson, John (1773–1828), US-amerikanischer Politiker
- Wilson, John (1777–1848), US-amerikanischer Politiker
- Wilson, John (1834–1885), britischer Konteradmiral
- Wilson, John (1914–1997), britischer Ruderer
- Wilson, John (* 1948), britischer Sprinter
- Wilson, John (* 1956), schottischer Politiker
- Wilson, John, britischer Filmeditor
- Wilson, John (* 1968), englischer Geistlicher, römisch-katholischer Erzbischof von Southwark, Großprior des Ritterordens vom Heiligen Grab zu Jerusalem in England und Wales
- Wilson, John (* 1986), amerikanischer Filmschaffender und Dokumentarfilmer
- Wilson, John A. (1914–2008), US-amerikanischer Paläontologe
- Wilson, John Doc (1926–2023), US-amerikanischer Jazzmusiker (Trompete)
- Wilson, John Frank (1846–1911), US-amerikanischer Politiker
- Wilson, John Haden (1867–1946), US-amerikanischer Politiker
- Wilson, John Henry (1846–1923), US-amerikanischer Politiker
- Wilson, John Layton (1809–1896), amerikanischer Missionar
- Wilson, John Lockwood (1850–1912), US-amerikanischer Politiker
- Wilson, John Lyde (1784–1849), US-amerikanischer Politiker und Gouverneur von South Carolina (1822–1824)
- Wilson, John Moulder (1837–1919), US-amerikanischer Militär, General der US Army
- Wilson, John P. (1923–2007), irischer Politiker
- Wilson, John Skinner (1888–1969), schottischer Wegbereiter
- Wilson, John Thomas (1811–1891), US-amerikanischer Politiker
- Wilson, John Tuzo (1908–1993), kanadischer Geologe, Geophysiker und Gletscherforscher, Pionier der Plattentektonik
- Wilson, Johnnie E. (* 1944), US-amerikanischer Offizier, General der US-Army
- Wilson, Johnny (1893–1985), US-amerikanischer Boxer im Mittelgewicht
- Wilson, Johnny (1929–2011), kanadischer Eishockeyspieler und -trainer
- Wilson, Jonathan (* 1976), britischer Sportjournalist
- Wilson, Joseph Franklin (1901–1968), US-amerikanischer Politiker
- Wilson, Joseph G. (1826–1873), US-amerikanischer Jurist und Politiker
- Wilson, Joseph Ruggles (1822–1903), US-amerikanischer presbyterianischer Pfarrer und Theologe
- Wilson, Josephine (1904–1990), britische Schauspielerin in Theater, Film und Fernsehen
- Wilson, Juanita, irische Filmregisseurin und -produzentin
- Wilson, Julia (* 1978), australische Ruderin
- Wilson, Julie (1924–2015), US-amerikanische Sängerin und Schauspielerin
- Wilson, Justin (1978–2015), britischer AutomobilrennfahrerJustin Wilson (1978–2015)

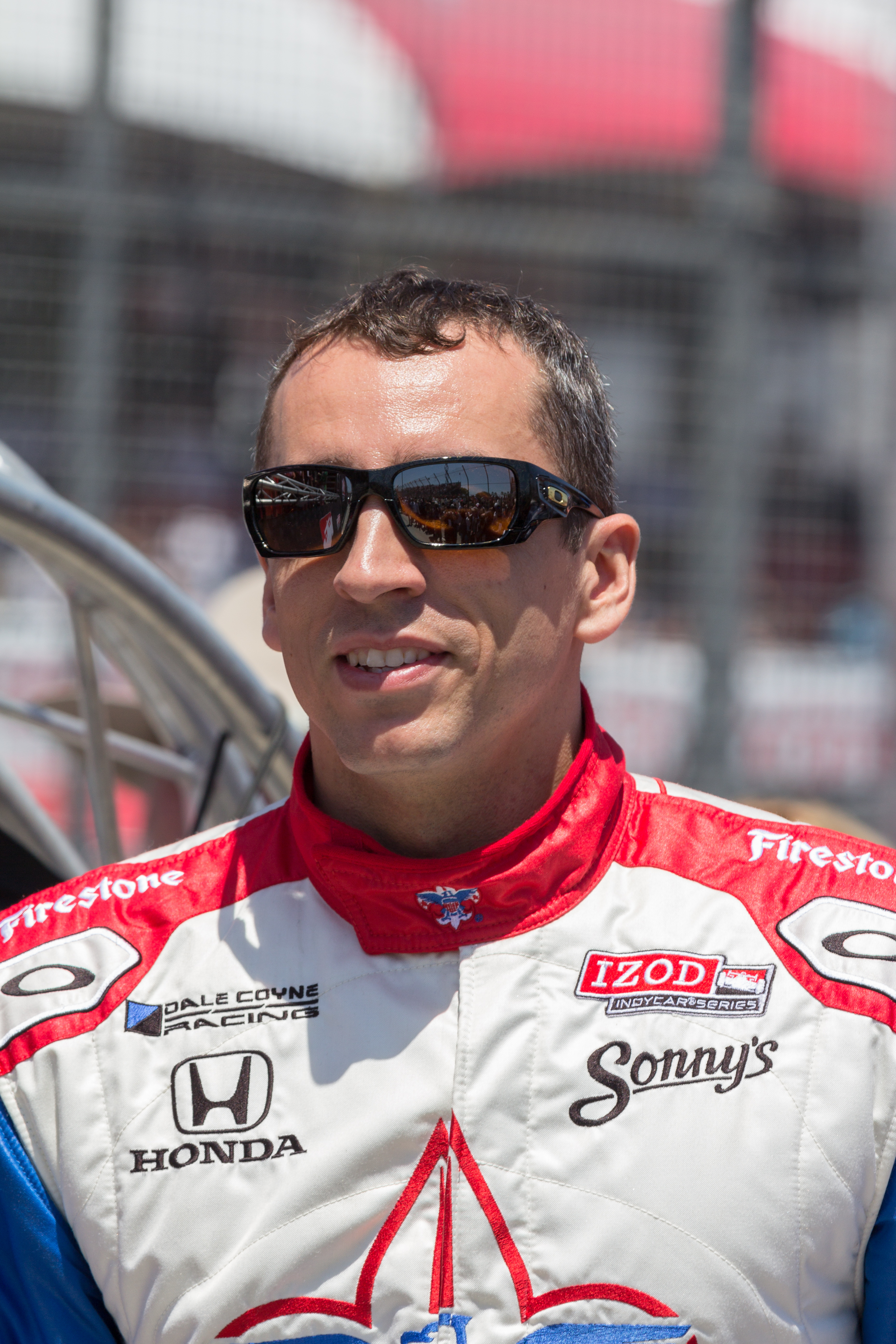
Justin Wilson (1978–2015)

###### Wilson, K
- Wilson, Katie (* 1990), US-amerikanische Schauspielerin und Synchronsprecherin
- Wilson, Kelsey (* 1986), kanadischer Eishockeyspieler
- Wilson, Kelvin (* 1985), englischer Fußballspieler
- Wilson, Kenneth (1896–1979), US-amerikanischer Diskuswerfer und Sportfunktionär
- Wilson, Kenneth (1936–2013), US-amerikanischer Physiker und Nobelpreisträger
- Wilson, Kenneth L. († 1974), englischer Badmintonspieler
- Wilson, Keri-Lynn (* 1967), kanadische Dirigentin
- Wilson, Kerrie, australische Ökologin
- Wilson, Kerry-Jayne (1950–2022), neuseeländische Biologin und Hochschullehrerin
- Wilson, Kevin (* 1959), puerto-ricanischer Skirennläufer
- Wilson, Kevin (* 1978), US-amerikanischer Autor und Hochschullehrer
- Wilson, Kevin Bloody (* 1947), australischer Sänger und Songwriter
- Wilson, Kevin Jr. (* 1990), US-amerikanischer Filmregisseur, Filmproduzent und Drehbuchautor
- Wilson, Kim (* 1951), US-amerikanischer Bluesrocksänger und -mundharmonikaspieler
- Wilson, Kristen (* 1969), US-amerikanische Schauspielerin
- Wilson, Kyle (* 1983), US-amerikanischer Basketballspieler
- Wilson, Kyle (* 1984), kanadischer Eishockeyspieler
- Wilson, Kyle (* 1987), US-amerikanischer American-Football-Spieler
- Wilson, Kyren (* 1991), englischer SnookerspielerKyren Wilson (* 1991)

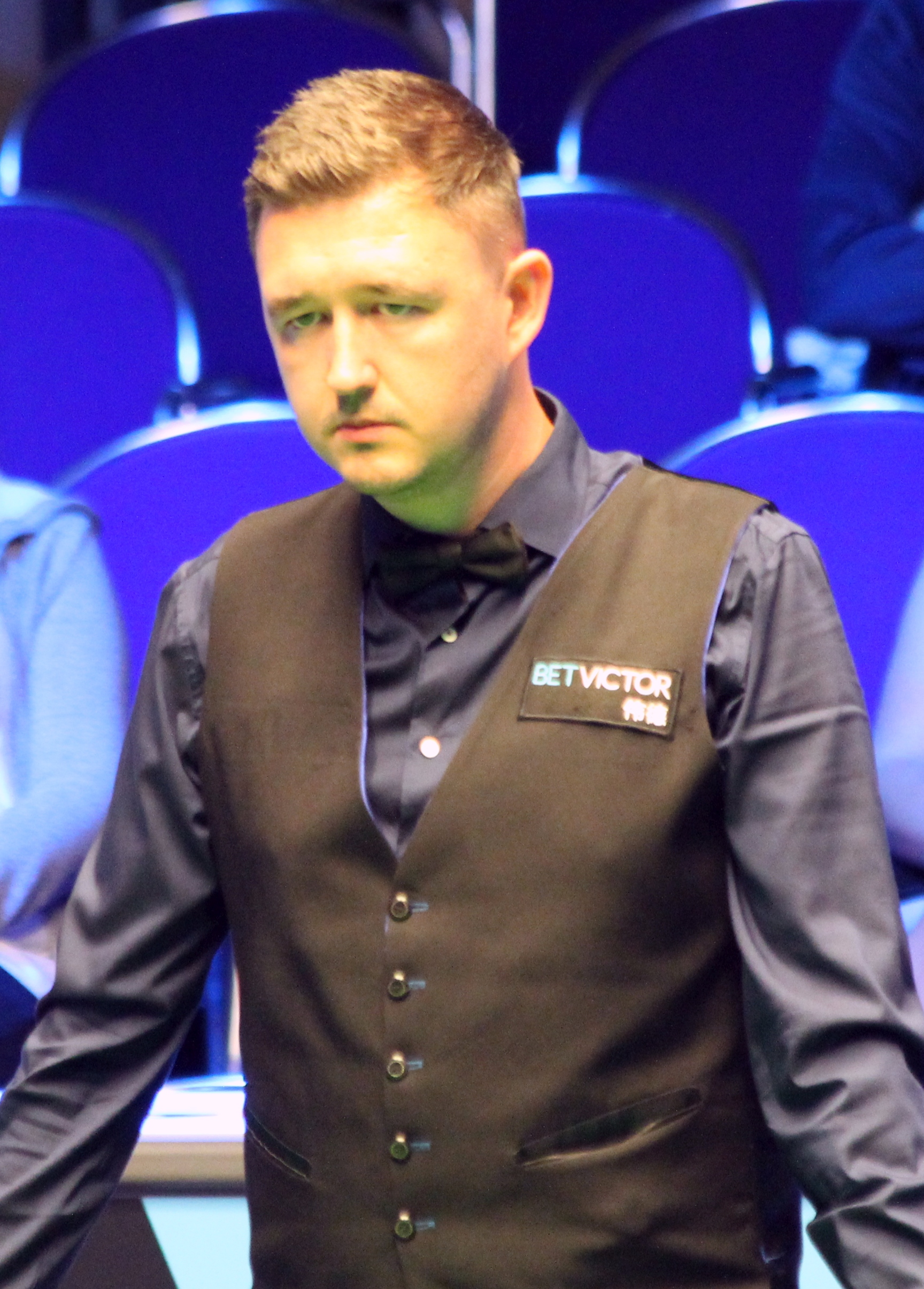
Kyren Wilson (* 1991)

###### Wilson, L
- Wilson, Lainey (* 1992), US-amerikanische Countrysängerin
- Wilson, Lambert (* 1958), französischer Schauspieler und Bariton
- Wilson, Landon (* 1975), US-amerikanischer Eishockeyspieler
- Wilson, Lanford (1937–2011), US-amerikanischer Schriftsteller
- Wilson, Larissa (* 1989), britische Schauspielerin
- Wilson, Larry (1930–1979), kanadischer Eishockeyspieler und -trainer
- Wilson, Larry (1938–2020), US-amerikanischer American-Football-Spieler, -Trainer und -Funktionär
- Wilson, Laura (* 1964), britische Krimi-Schriftstellerin
- Wilson, Laura (* 1969), US-amerikanische Skilangläuferin
- Wilson, Laura Belle (* 1983), neuseeländische Schauspielerin
- Wilson, Lavinia (* 1980), deutsche SchauspielerinLavinia Wilson (* 1980)

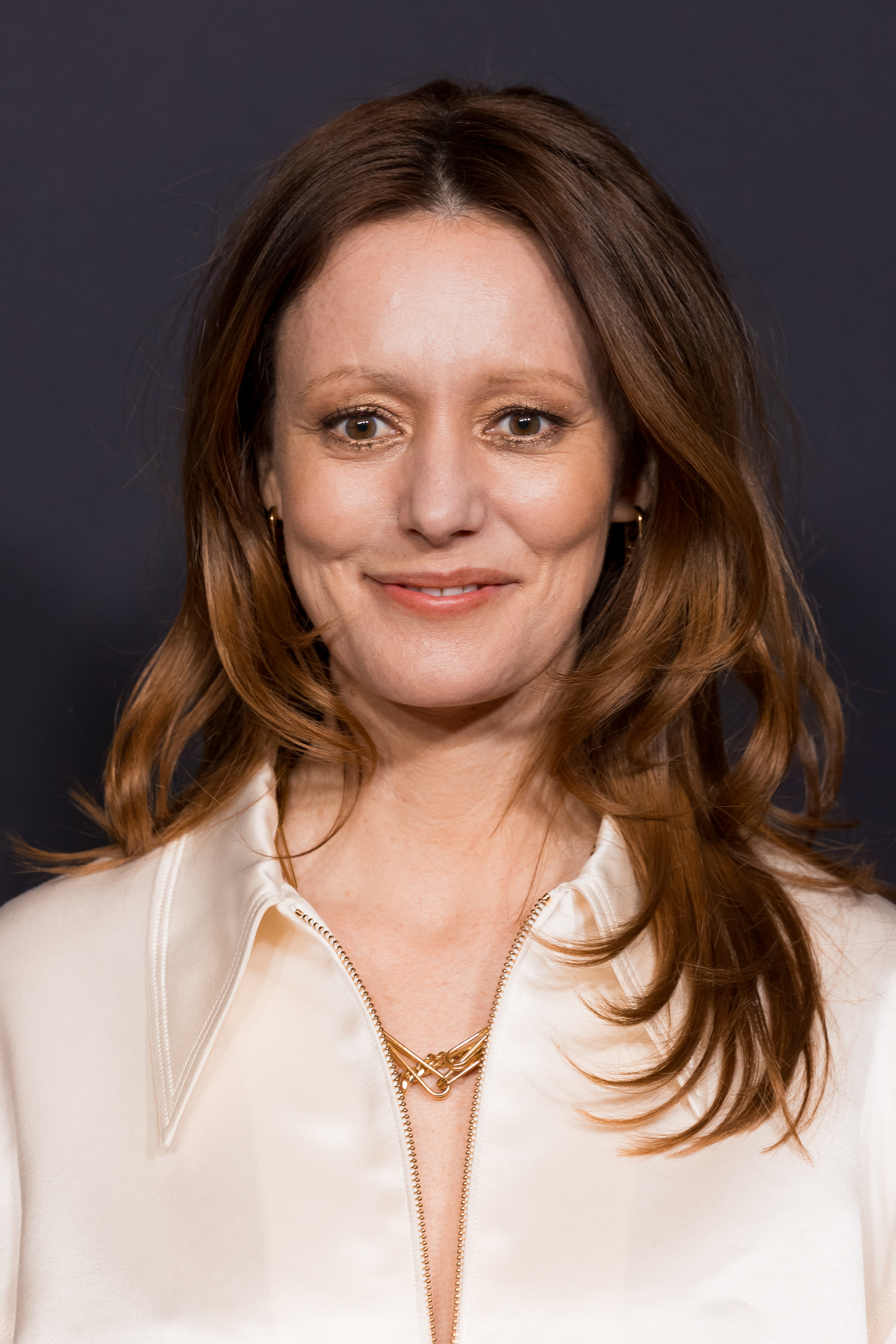
Lavinia Wilson (* 1980)

- Wilson, Lawrence Elery (1884–1946), US-amerikanischer Politiker
- Wilson, Lena, US-amerikanische Bluessängerin
- Wilson, Les (1926–2006), britischer Radrennfahrer
- Wilson, Le’Shell (* 1975), US-amerikanischer Basketballspieler
- Wilson, Leslie (1876–1955), britischer Offizier und Politiker
- Wilson, Leslie (* 1952), neuseeländischer Hockeytorwart
- Wilson, Lester (1942–1993), US-amerikanischer Tänzer, Choreograph und Sänger
- Wilson, Lewis (1920–2000), US-amerikanischer Schauspieler
- Wilson, Lindsay (* 1948), neuseeländischer Ruderer
- Wilson, Lindsey Marie, US-amerikanische Schauspielerin
- Wilson, Linetta (* 1967), US-amerikanische Sprinterin
- Wilson, Logan (* 1996), US-amerikanischer American-Football-Spieler
- Wilson, Lois (1894–1988), US-amerikanische Schauspielerin
- Wilson, Lori (1937–2019), US-amerikanische Anwältin und Politikerin in Florida
- Wilson, Lori (* 1976), US-amerikanische Politikerin
- Wilson, Louis H. Jr. (1920–2005), US-amerikanischer General (Marine Corps)
- Wilson, Louis L Jr. (1919–2010), US-amerikanischer Offizier, General der US Air Force
- Wilson, Luke (* 1971), US-amerikanischer SchauspielerLuke Wilson (* 1971)

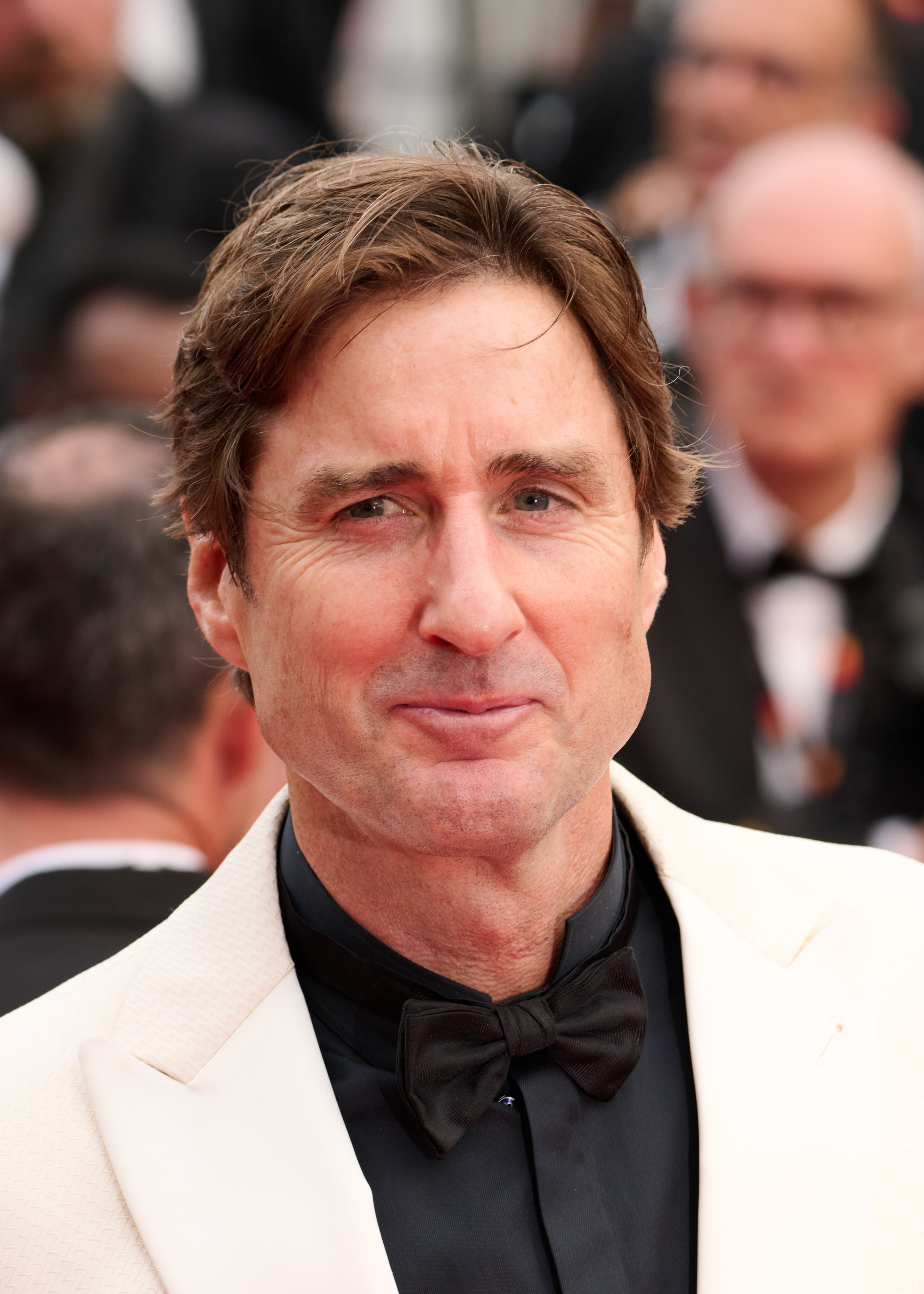
Luke Wilson (* 1971)

- Wilson, Lulu (* 2005), US-amerikanische Schauspielerin
- Wilson, Lushane (* 1998), jamaikanischer Hochspringer
- Wilson, Lydia (* 1984), britische Schauspielerin

###### Wilson, M
- Wilson, Maddie (* 2002), neuseeländische Leichtathletin
- Wilson, Madison (* 1994), australische Schwimmerin
- Wilson, Malcolm (1914–2000), US-amerikanischer Politiker
- Wilson, Malcolm (* 1956), britischer Motorsportler
- Wilson, Mara (* 1987), US-amerikanische FilmschauspielerinMara Wilson (* 1987)

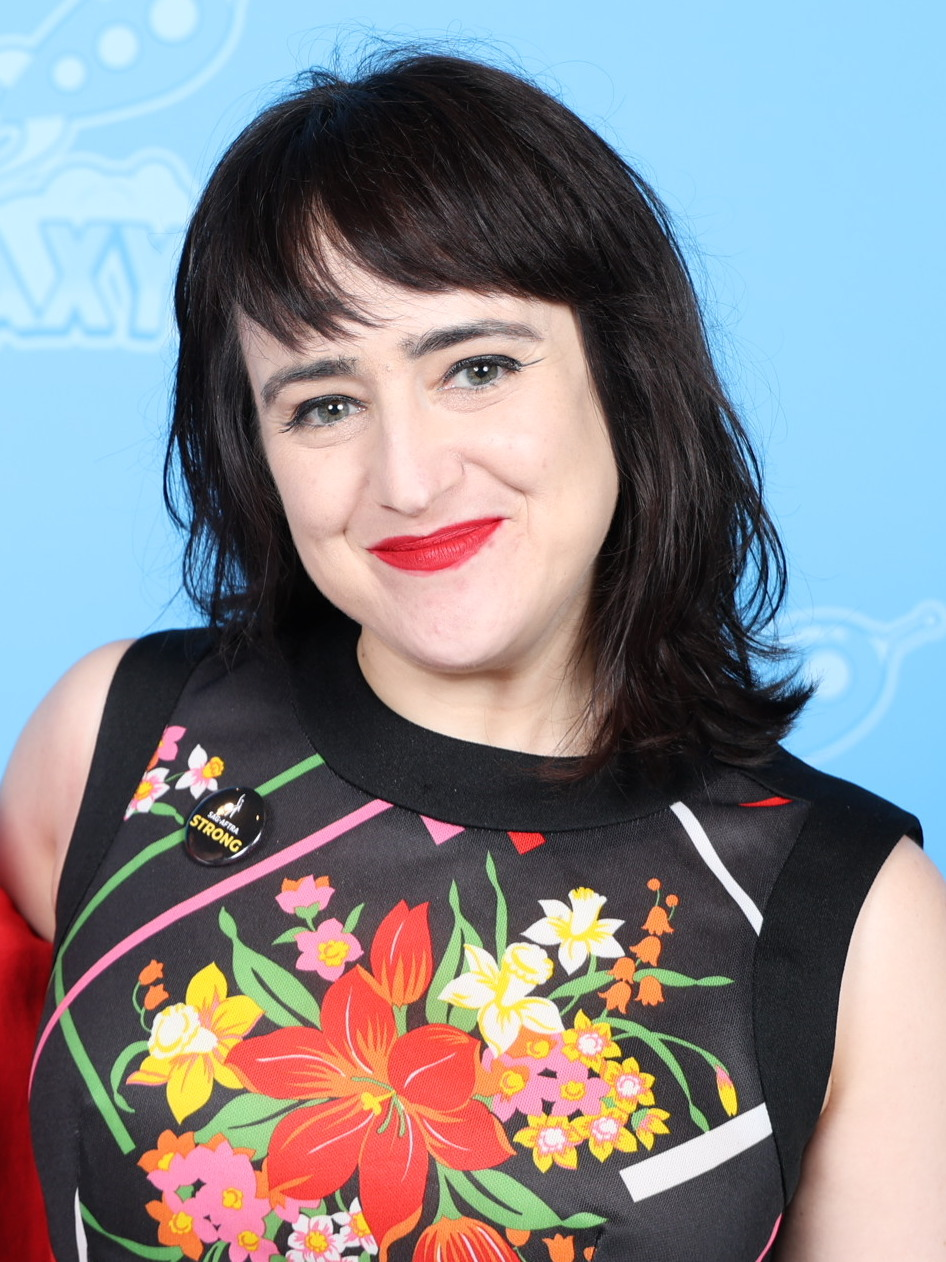
Mara Wilson (* 1987)

- Wilson, Marc (* 1987), irischer Fußballspieler
- Wilson, Marco (* 1999), US-amerikanischer American-Football-Spieler
- Wilson, Margaret (1882–1973), US-amerikanische Autorin, Missionarin und Pulitzer-Preisträgerin
- Wilson, Margaret (* 1947), neuseeländische Juristin, Politikerin und erste Frau als Speaker of the New Zealand House of Representatives
- Wilson, Margaret Woodrow (1886–1944), US-amerikanische First Lady (1914 bis 1915)
- Wilson, Maria Theresia (* 1980), deutsche Wald- und Großgrundbesitzerin
- Wilson, Marie (1916–1972), US-amerikanische Schauspielerin
- Wilson, Marie (* 1974), kanadisch-griechische Schauspielerin
- Wilson, Marilyn (* 1943), australische Schwimmerin
- Wilson, Mário (1929–2016), portugiesisch-mosambikanischer Fußballspieler und -trainer
- Wilson, Mark (1929–2021), US-amerikanischer Zauberkünstler
- Wilson, Mark (* 1984), schottischer Fußballspieler
- Wilson, Martha (* 1947), US-amerikanische Performance-Künstlerin
- Wilson, Martin N. (* 1939), britischer Physiker
- Wilson, Marvin (1958–2012), US-amerikanischer Mörder
- Wilson, Mary (1944–2021), US-amerikanische Soul-SängerinMary Wilson (1944–2021)

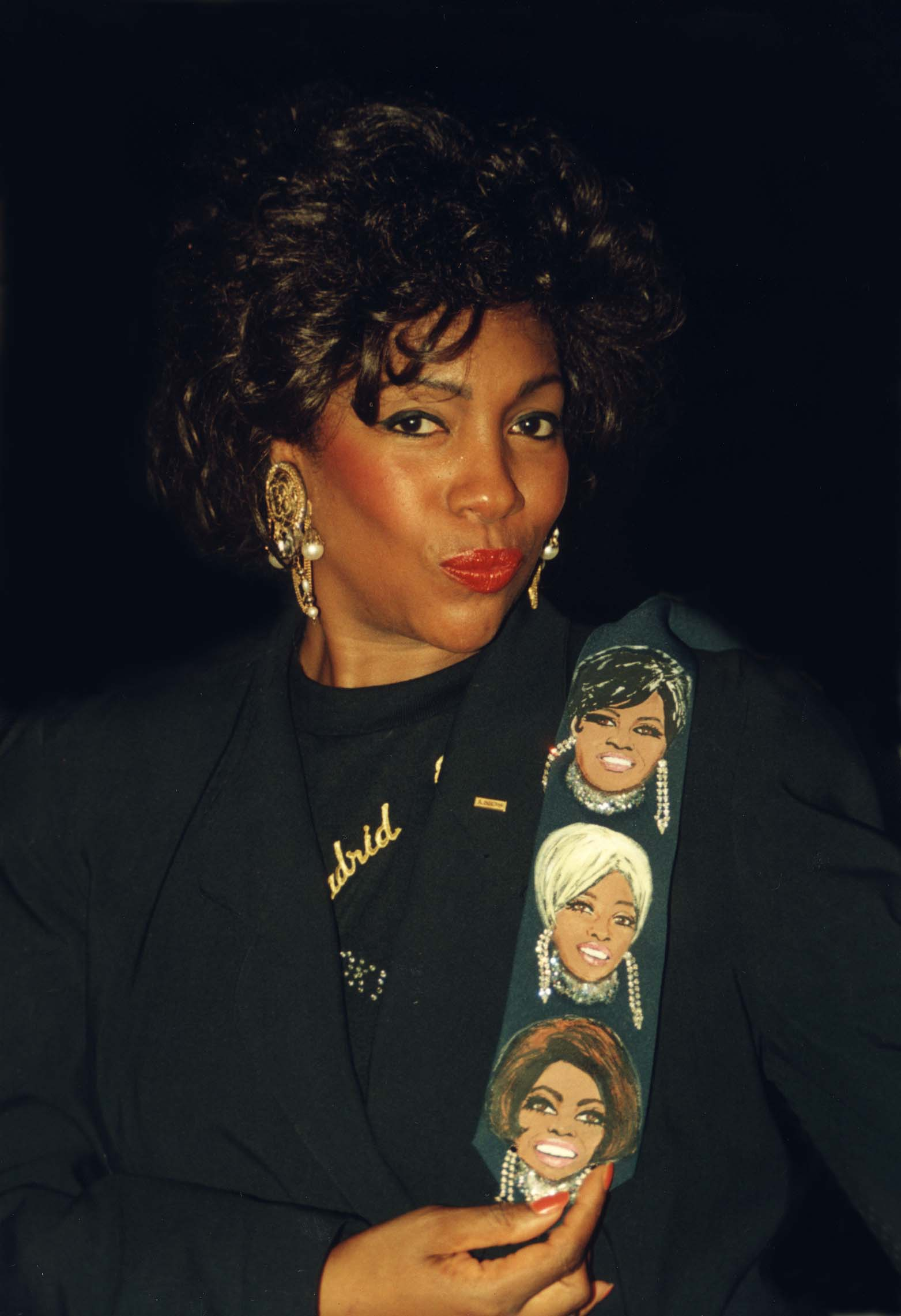
Mary Wilson (1944–2021)

- Wilson, Mary Louise (* 1931), US-amerikanische Schauspielerin
- Wilson, Mary Pat (* 1963), puerto-ricanische Skirennläuferin
- Wilson, Matt, englischer Snookerspieler
- Wilson, Matt (* 1964), US-amerikanischer Jazz-Schlagzeuger
- Wilson, Matthew (* 1975), barbadischer Diplomat
- Wilson, Matthew (* 1977), australischer Radrennfahrer
- Wilson, Matthew (* 1987), britischer Rallyefahrer
- Wilson, Maurice (1898–1934), englischer Abenteurer
- Wilson, Maurice (1914–1987), britischer Maler und Illustrator
- Wilson, Max (* 1972), brasilianischer Automobilsportler, ehemaliger Formel-1-Testfahrer
- Wilson, Melanie (* 1977), englische Performance-Künstlerin und Sound Designerin
- Wilson, Melanie (* 1984), britische Ruderin
- Wilson, Michael (1914–1978), US-amerikanischer Drehbuchautor
- Wilson, Michael (* 1934), australischer Politiker (Liberal Party)
- Wilson, Michael (1937–2019), kanadischer Politiker, Botschafter und Hochschulkanzler
- Wilson, Michael (* 1960), australischer Radrennfahrer
- Wilson, Michael G. (* 1942), britischer Filmproduzent und Drehbuchautor
- Wilson, Mike (* 1959), britisch-italienischer Rennfahrer und sechsmaliger Kart-Weltmeister
- Wilson, Mike (* 1975), kanadischer Eishockeyspieler
- Wilson, Miranda (* 1960), US-amerikanische Schauspielerin
- Wilson, Miranda (* 1979), neuseeländisch-US-amerikanische Cellistin
- Wilson, Miranda Galina (* 2000), deutsche Badmintonspielerin
- Wilson, Mitchell (1913–1973), amerikanischer Physiker und Schriftsteller
- Wilson, Monica (1908–1982), südafrikanische Anthropologin und Hochschullehrerin
- Wilson, Montgomery (1909–1964), kanadischer Eiskunstläufer
- Wilson, Morley Evans (1881–1965), kanadischer Geologe
- Wilson, Mortimer (1876–1932), US-amerikanischer Komponist
- Wilson, Murry (1917–1973), US-amerikanischer Musiker und Musikmanager

###### Wilson, N
- Wilson, Nancy (1937–2018), US-amerikanische Sängerin
- Wilson, Nancy (* 1950), US-amerikanische Autorin, christliche Theologin und Geistliche
- Wilson, Nancy (* 1954), US-amerikanische Sängerin, Songwriterin und GitarristinNancy Wilson (* 1954)

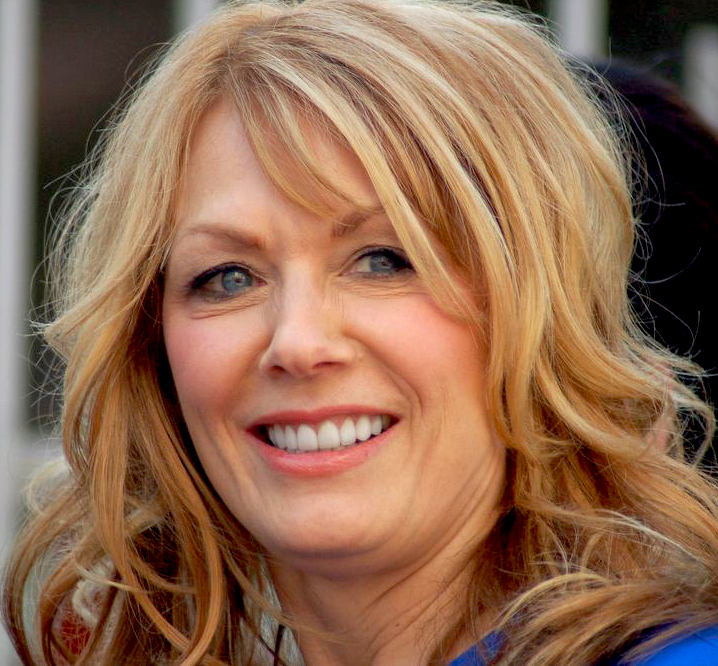
Nancy Wilson (* 1954)

- Wilson, Nathan (1758–1834), britisch-amerikanischer Jurist und Politiker
- Wilson, Neal C. (1920–2010), US-amerikanischer Pastor der Kirche der Siebenten-Tags-Adventisten
- Wilson, Niamh (* 1997), kanadische Schauspielerin
- Wilson, Nicholas, Lord Wilson of Culworth (* 1945), britischer Jurist
- Wilson, Nickiesha (* 1986), jamaikanische Hürdenläuferin
- Wilson, Nicola (* 1976), britische Vielseitigkeitsreiterin
- Wilson, Nigel Guy (* 1935), britischer Altphilologe
- Wilson, Nile (* 1996), britischer Kunstturner
- Wilson, Norman (1956–2021), britischer Marathonläufer
- Wilson, Norro (1938–2017), US-amerikanischer Countrysänger, Songwriter und Schallplattenproduzent

###### Wilson, O
- Wilson, Olin C. (1909–1994), US-amerikanischer Astronom
- Wilson, Olive († 1948), irische Badmintonspielerin
- Wilson, Orlandus (1917–1998), US-amerikanischer Gospelsänger und Arrangeur
- Wilson, Oscar (1910–1987), deutscher Verwaltungsjurist und Politiker
- Wilson, Owen (* 1968), US-amerikanischer Schauspieler, DrehbuchautorOwen Wilson (* 1968)

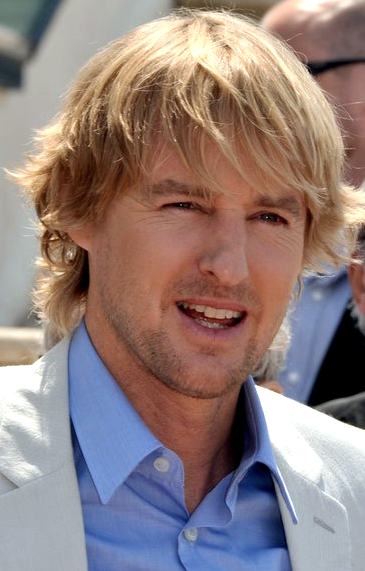
Owen Wilson (* 1968)

###### Wilson, P
- Wilson, Pat (* 1948), australische Sängerin und Journalistin
- Wilson, Patrick (* 1969), US-amerikanischer Musiker, Sänger und Songwriter
- Wilson, Patrick (* 1973), US-amerikanischer Schauspieler
- Wilson, Patrick Maitland, 2. Baron Wilson (1915–2009), britischer Peer
- Wilson, Paul (* 1947), US-amerikanischer Stabhochspringer
- Wilson, Paul Ewan, kanadischer Schauspieler
- Wilson, Paul Graham (1928–2024), australischer Botaniker
- Wilson, Paul, Baron Wilson of High Wray (1908–1980), britischer Ingenieur und Politiker
- Wilson, Paulette (1956–2020), britische Immigrantin und Menschenrechtsaktivistin
- Wilson, Perry W. (1902–1981), US-amerikanischer Biochemiker
- Wilson, Peta (* 1970), australische SchauspielerinPeta Wilson (* 1970)

Peta Wilson (* 1970)

- Wilson, Pete (* 1933), US-amerikanischer Politiker
- Wilson, Peter (* 1950), australischer Architekt
- Wilson, Peter (* 1952), kanadischer Skispringer
- Wilson, Peter (* 1986), britischer Sportschütze
- Wilson, Peter Cecil (1913–1984), englischer Kunsthändler
- Wilson, Peter H. (* 1963), britischer Historiker
- Wilson, Peter J. (1933–2005), britischer Ethnologe
- Wilson, Peter Lamborn (1945–2022), US-amerikanischer Schriftsteller
- Wilson, Peter Niklas (1957–2003), deutscher Jazzbassist, Musikwissenschaftler und -journalist
- Wilson, Phil (* 1937), US-amerikanischer Jazzposaunist
- Wilson, Philip (1950–2021), australischer Geistlicher, römisch-katholischer Erzbischof von Adelaide
- Wilson, Phillip (1941–1992), US-amerikanischer Jazzmusiker
- Wilson, Phillip (* 1996), neuseeländischer Ruderer
- Wilson, Pippa (* 1986), britische Seglerin
- Wilson, Precious (* 1957), jamaikanische Sängerin

###### Wilson, Q
- Wilson, Quincy (* 2008), US-amerikanischer Sprinter
- Wilson, Quinn (1908–1978), US-amerikanischer R&B- und Jazzmusiker

###### Wilson, R
- Wilson, Rachael, amerikanische Opernsängerin in der Stimmlage Mezzosopran
- Wilson, Rachel I. (* 1973), US-amerikanische Neurobiologin
- Wilson, Rainn (* 1966), US-amerikanischer Schauspieler
- Wilson, Ralph (1918–2014), amerikanischer Unternehmer
- Wilson, Ralph Elmer (1886–1960), US-amerikanischer Astronom
- Wilson, Ransom (* 1951), US-amerikanischer Flötist und Dirigent
- Wilson, Ray (1934–2018), englischer Fußballspieler
- Wilson, Ray (* 1968), britischer RocksängerRay Wilson (* 1968)

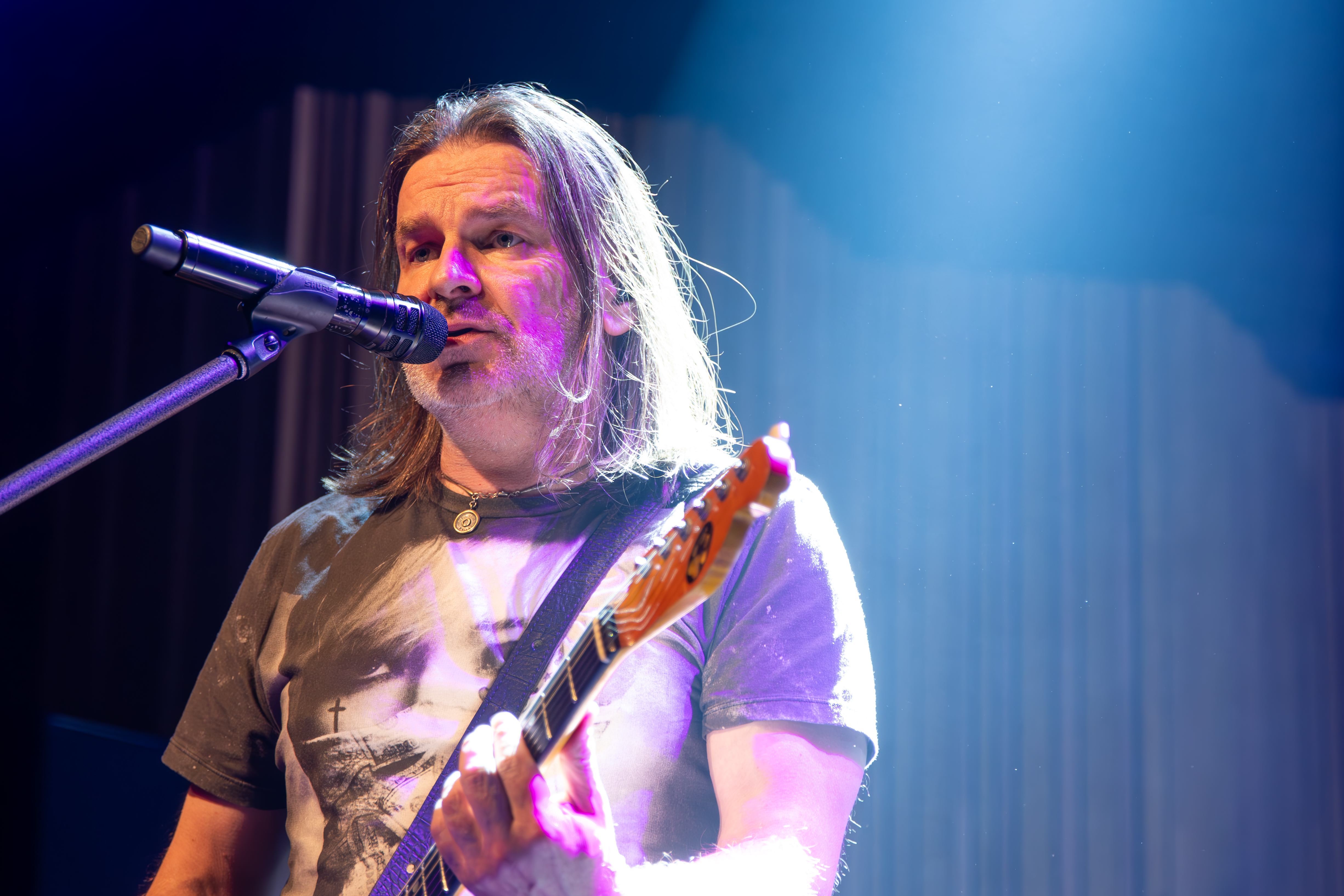
Ray Wilson (* 1968)

- Wilson, Raymond (1928–2018), britischer Physiker
- Wilson, Rebel (* 1980), australische Schauspielerin, Drehbuchautorin, Filmproduzentin und Stand-up-KomikerinRebel Wilson (* 1980)

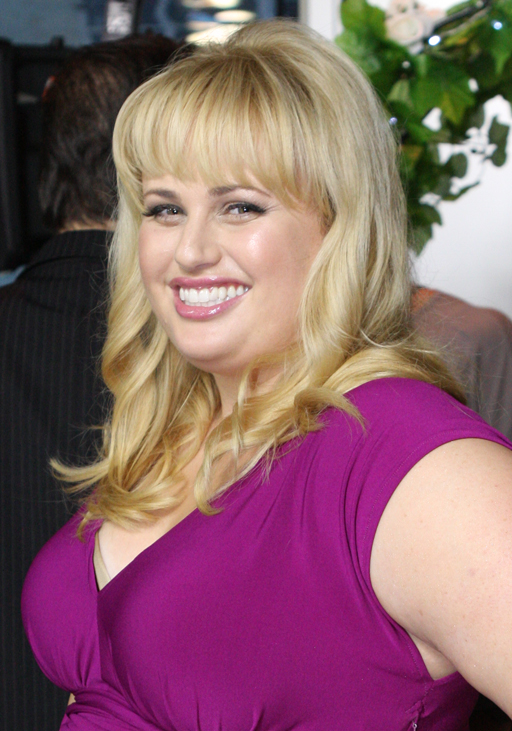
Rebel Wilson (* 1980)

- Wilson, Reece (* 1996), britischer Mountainbiker
- Wilson, Reno (* 1969), US-amerikanischer Schauspieler, Komiker und Sprachkünstler
- Wilson, Reuben (1935–2023), US-amerikanischer Soul Jazz-Organist
- Wilson, Rich (* 1950), US-amerikanischer Segler und Professor
- Wilson, Richard († 1782), britischer Maler
- Wilson, Richard (1920–1987), amerikanischer Science-Fiction-Autor und -Fan
- Wilson, Richard (1926–2018), britisch-amerikanischer Physiker
- Wilson, Richard (* 1936), britischer Schauspieler
- Wilson, Richard M. (* 1945), US-amerikanischer Mathematiker
- Wilson, Richard, 2. Baron Moran (1924–2014), britischer Politiker, Diplomat, Soldat und Peer
- Wilson, Richard, Baron Wilson of Dinton (* 1942), britischer Politiker, Mitglied des britischen House of Lords
- Wilson, Rick (* 1950), kanadischer Eishockeyspieler, -trainer und -funktionär
- Wilson, Ricky (1953–1985), US-amerikanischer Gitarrist
- Wilson, Ricky (* 1964), US-amerikanischer Basketballtrainer
- Wilson, Riley J. (1871–1946), US-amerikanischer Politiker
- Wilson, Rita (* 1956), US-amerikanische Schauspielerin und Filmproduzentin
- Wilson, Roan (* 2002), costa-ricanischer Fußballspieler
- Wilson, Rob (* 1968), kanadisch-britischer Eishockeyspieler und -trainer
- Wilson, Robert, englischer Bühnenautor und (mutmaßlich) Schauspieler
- Wilson, Robert (1803–1870), US-amerikanischer Politiker
- Wilson, Robert (1927–2002), britischer Astronom
- Wilson, Robert (* 1935), kanadischer Ruderer
- Wilson, Robert (1941–2025), US-amerikanischer Regisseur, Theaterautor, Maler, Lichtdesigner, Bühnenbildner, Videokünstler und ArchitektRobert Wilson (1941–2025)

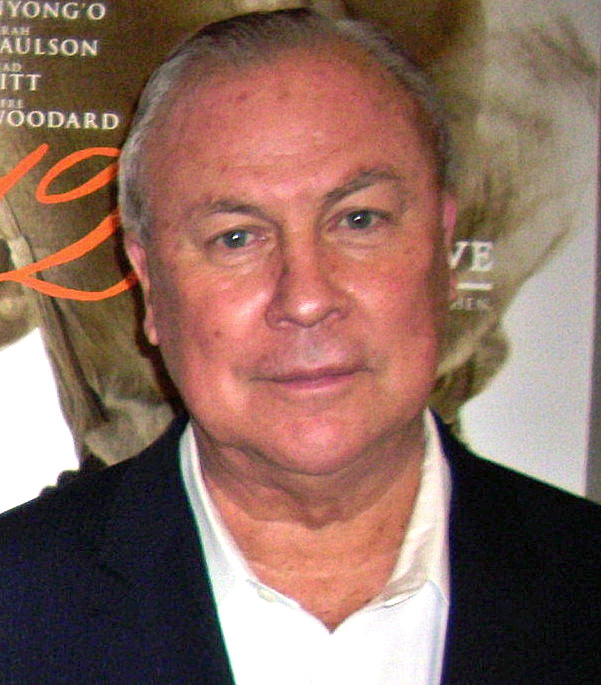
Robert Wilson (1941–2025)

- Wilson, Robert (* 1957), britischer Krimi-Autor
- Wilson, Robert Anton (1932–2007), US-amerikanischer Schriftsteller
- Wilson, Robert Arnott (* 1958), britischer Mathematiker
- Wilson, Robert B. (* 1937), US-amerikanischer Wirtschaftswissenschaftler
- Wilson, Robert Charles (* 1953), kanadischer Science-Fiction-Schriftsteller
- Wilson, Robert E. Lee (1865–1933), amerikanischer Unternehmer
- Wilson, Robert Gardner (1911–1989), US-amerikanischer Gärtnereibesitzer, Pflanzenzüchter und Amateurbotaniker
- Wilson, Robert McLiam (* 1964), nordirischer Schriftsteller
- Wilson, Robert Patterson Clark (1834–1916), US-amerikanischer Politiker
- Wilson, Robert R. (1914–2000), US-amerikanischer Physiker
- Wilson, Robert Thomas (1777–1849), britischer General und Politiker, Mitglied des House of Commons
- Wilson, Robert Warren (1909–2006), US-amerikanischer Paläontologe
- Wilson, Robert Woodrow (* 1936), US-amerikanischer Physiker und Nobelpreisträger für PhysikRobert Woodrow Wilson (* 1936)

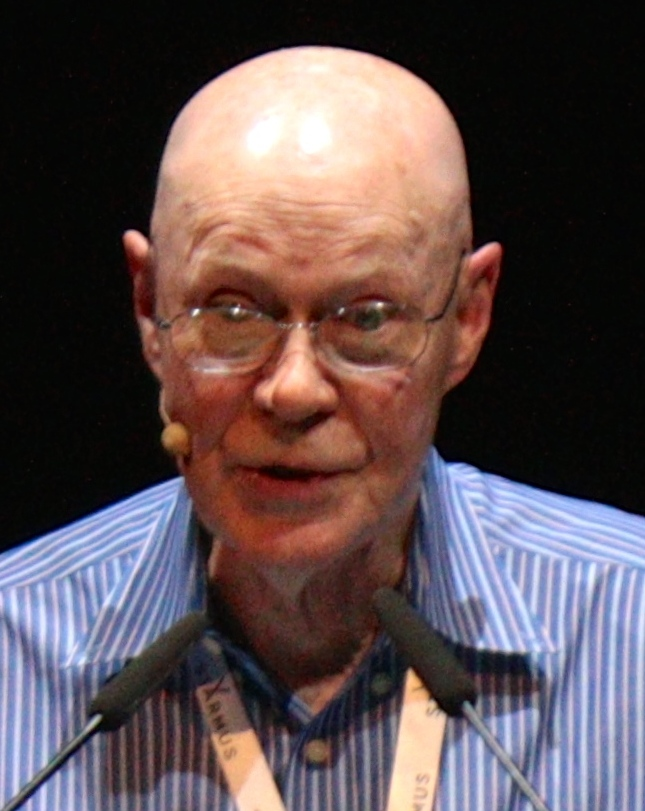
Robert Woodrow Wilson (* 1936)

- Wilson, Robin (* 1943), britischer Mathematiker, Autor, Mathematikhistoriker und Hochschullehrer
- Wilson, Rodney (* 1964), kanadischer Filmproduzent, Filmregisseur, Drehbuchautor und Schauspieler
- Wilson, Roger B. (* 1948), US-amerikanischer Politiker
- Wilson, Roland (* 1951), britischer Zinkenist, Dirigent und Instrumentenbauer
- Wilson, Romer (1891–1930), britische Schriftstellerin
- Wilson, Ron (1948–2009), US-amerikanischer Jazzmusiker (Piano, auch Gesang)
- Wilson, Ron (* 1955), US-amerikanisch-kanadischer Eishockeyspieler und -trainer
- Wilson, Ron (* 1956), kanadischer Eishockeyspieler und -trainer
- Wilson, Ross (* 1950), australischer Sprinter
- Wilson, Ross (* 1955), US-amerikanischer Diplomat, Botschafter in Aserbaidschan und der Türkei
- Wilson, Russell (* 1988), US-amerikanischer American-Football-Spieler
- Wilson, Ruth (* 1982), britische Schauspielerin
- Wilson, Ruthild (* 1961), deutsche Sängerin sowie Komponistin und Autorin von christlichen Kinderhörspielen und -musicals
- Wilson, Ryan (* 1980), US-amerikanischer Hürdenläufer
- Wilson, Ryan (* 1987), kanadischer Eishockeyspieler

###### Wilson, S
- Wilson, Samuel Alexander Kinnier (1878–1937), britischer Neurologe
- Wilson, Sarah Hinlicky, US-amerikanische lutherische Theologin, Pastorin und Autorin
- Wilson, Scott (1870–1942), US-amerikanischer Jurist und Politiker
- Wilson, Scott (1942–2018), US-amerikanischer SchauspielerScott Wilson (1942–2018)

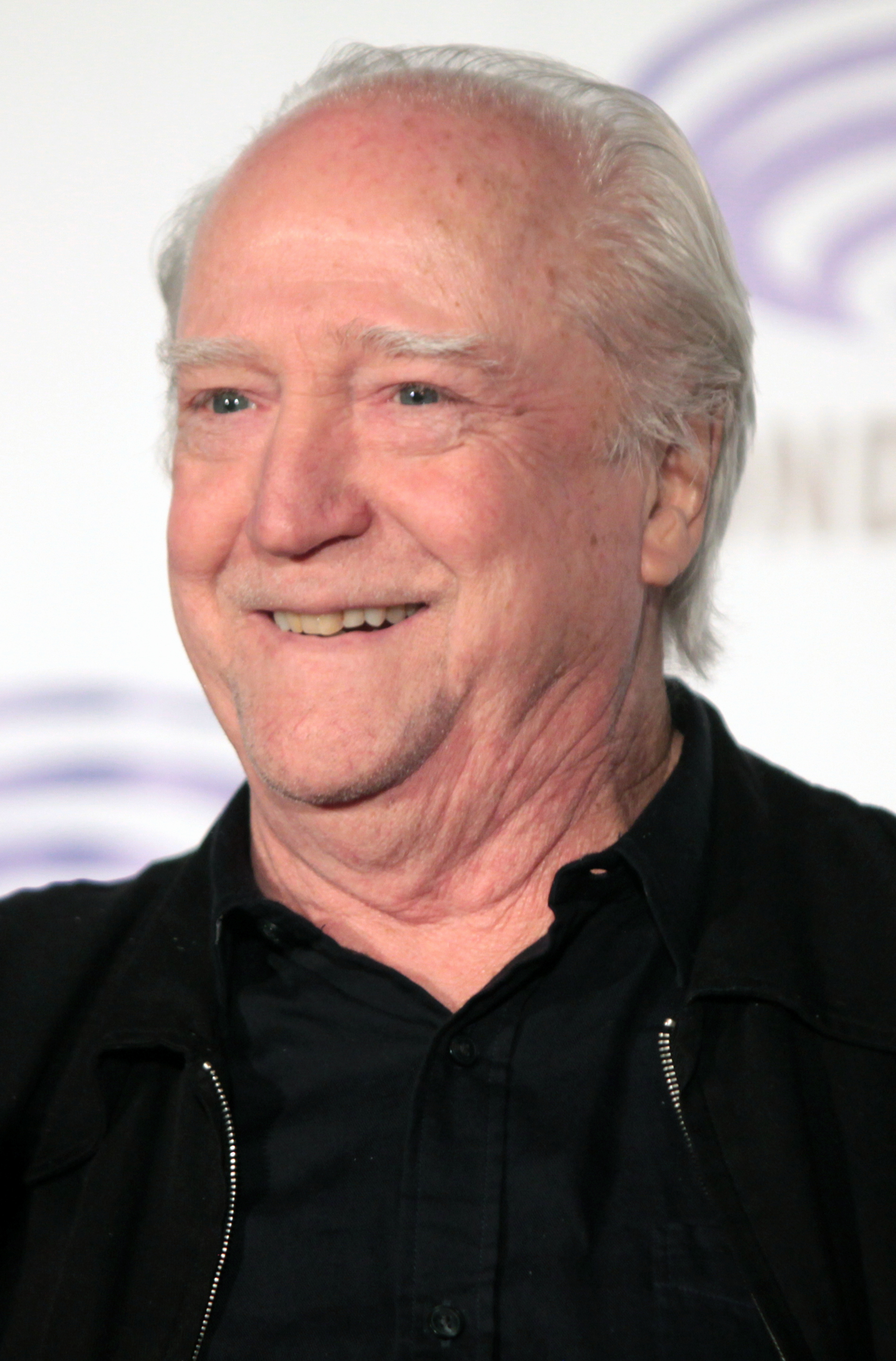
Scott Wilson (1942–2018)

- Wilson, Scott (* 1977), schottischer Fußballspieler
- Wilson, Scott (* 1992), kanadischer Eishockeyspieler
- Wilson, Scottie († 1972), schottischer Zeichner
- Wilson, Shadow (1919–1959), US-amerikanischer Jazz-Schlagzeuger
- Wilson, Shaunette Renée (* 1990), US-amerikanische Filmschauspielerin
- Wilson, Shelby (* 1937), US-amerikanischer Ringer
- Wilson, Sheree J. (* 1958), US-amerikanische Schauspielerin
- Wilson, Sid (* 1977), US-amerikanischer Musiker und DJSid Wilson (* 1977)

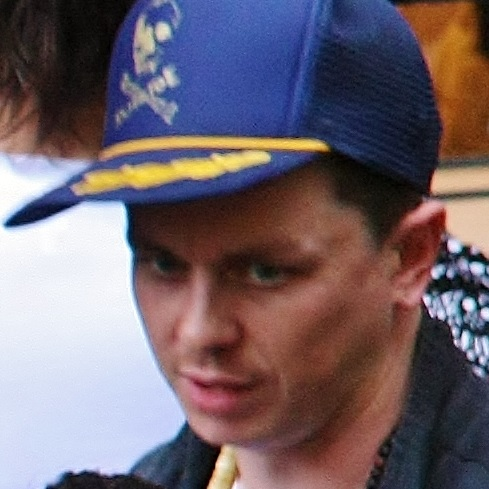
Sid Wilson (* 1977)

- Wilson, Sloan (1920–2003), amerikanischer Schriftsteller
- Wilson, Smokey (1936–2015), US-amerikanischer Bluesgitarrist
- Wilson, Sophia (* 2000), US-amerikanische Fußballspielerin
- Wilson, Sophie (* 1957), britische Informatikerin
- Wilson, Stacy (* 1965), kanadische Eishockeyspielerin
- Wilson, Stanley C. (1879–1967), US-amerikanischer Politiker und Gouverneur des Bundesstaates Vermont (1931–1935)
- Wilson, Stanley D (1912–1985), US-amerikanischer Geotechniker
- Wilson, Stanyarne (1860–1928), US-amerikanischer Politiker
- Wilson, Stefan (* 1989), britischer Automobilrennfahrer
- Wilson, Stephanie (* 1966), US-amerikanische Astronautin
- Wilson, Stephen Fowler (1821–1897), US-amerikanischer Politiker
- Wilson, Stephen W., US-amerikanischer Offizier, General der US Air Force
- Wilson, Steve (* 1961), amerikanischer Jazzmusiker
- Wilson, Steven, Bodybuilder, Schauspieler, Musicaldarsteller, Choreograf und Personaltrainer
- Wilson, Steven (* 1967), britischer Musiker
- Wilson, Stu (1954–2025), neuseeländischer Rugby-Union-Spieler
- Wilson, Stuart (* 1946), britischer Schauspieler
- Wilson, Stuart, Tontechniker
- Wilson, Syd, Techniker
- Wilson, Sydney (* 1990), englischer Snookerspieler

###### Wilson, T
- Wilson, T. Webber (1893–1948), US-amerikanischer Politiker
- Wilson, Tamara, US-amerikanische Sopranistin
- Wilson, Taylor (* 1994), US-amerikanischer StudentTaylor Wilson (* 1994)

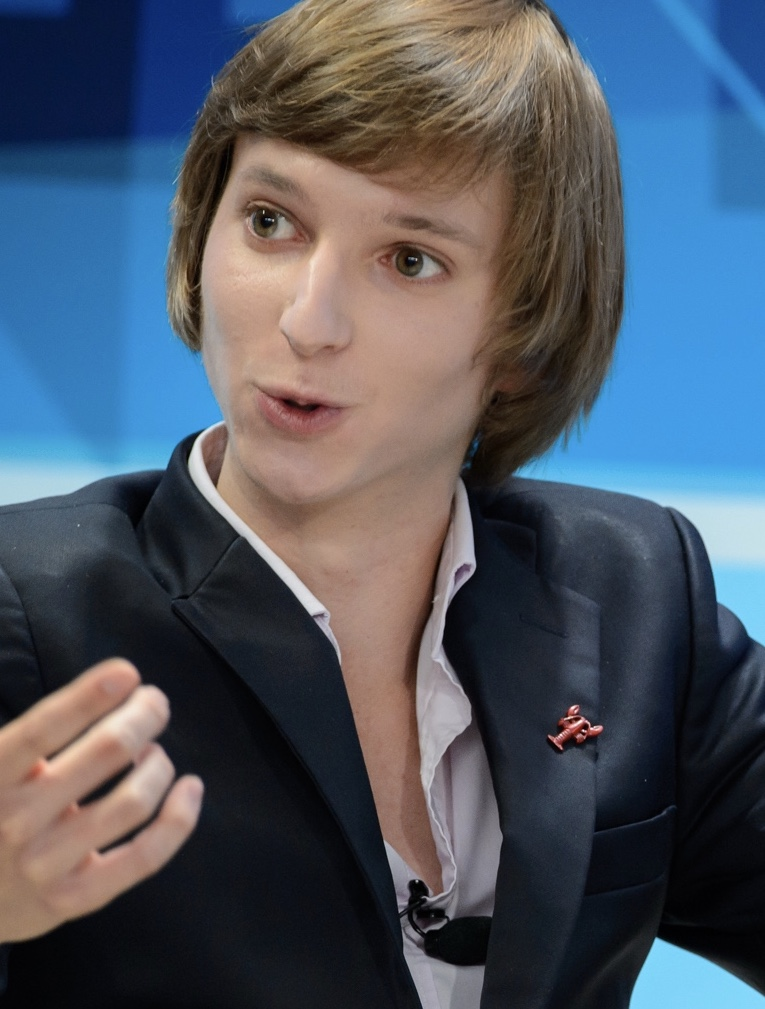
Taylor Wilson (* 1994)

- Wilson, Teddy (1912–1986), US-amerikanischer Jazz-Pianist
- Wilson, Theo (1917–1997), US-amerikanische Journalistin
- Wilson, Thomas († 1581), englischer Humanist, Protestant, Diplomat und Richter, Mitglied des Geheimrats und Secretary of State von Königin Elizabeth I.
- Wilson, Thomas (1765–1826), US-amerikanischer Politiker
- Wilson, Thomas (1772–1824), US-amerikanischer Politiker
- Wilson, Thomas (1827–1910), US-amerikanischer Jurist und Politiker
- Wilson, Thomas Bellerby (1807–1865), US-amerikanischer Arzt, Naturforscher, Sammler naturhistorischer Exponate und Förderer der Academy of Natural Sciences
- Wilson, Thomas F. (* 1959), US-amerikanischer Schauspieler, Komiker und SynchronsprecherThomas F. Wilson (* 1959)

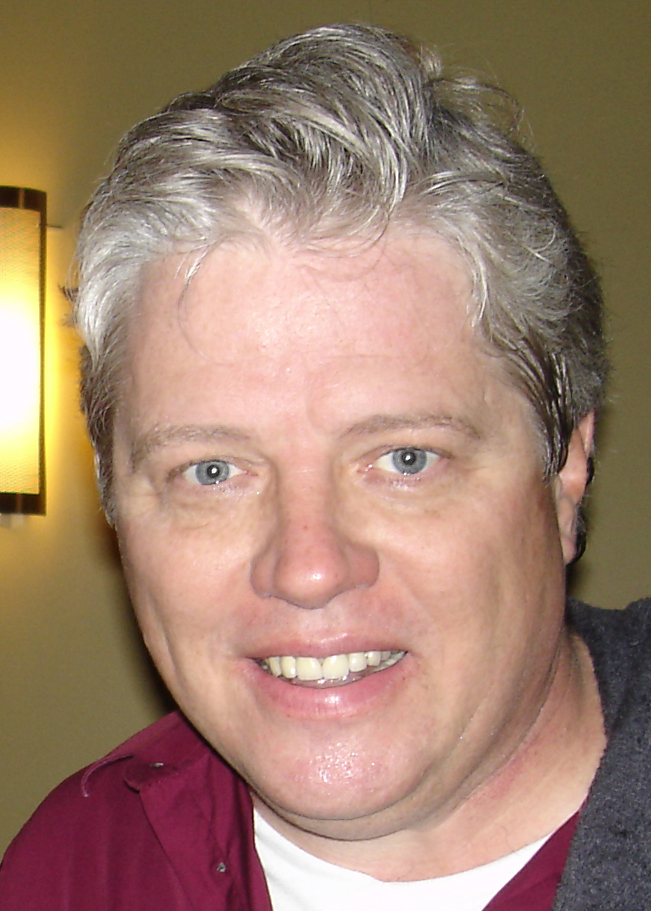
Thomas F. Wilson (* 1959)

- Wilson, Thornton (1921–1999), US-amerikanischer Manager, CEO von Boeing
- Wilson, Tim (* 1980), australischer Politiker
- Wilson, Tobey (* 1977), deutscher Tenor und Entertainer
- Wilson, Tom (1880–1965), US-amerikanischer Schauspieler
- Wilson, Tom (1931–1978), US-amerikanischer Musikproduzent
- Wilson, Tom (1951–2004), schottischer DJ und Musikproduzent
- Wilson, Tom (* 1994), kanadischer Eishockeyspieler
- Wilson, Tony (1935–2019), britischer Brigadegeneral
- Wilson, Tony (1950–2007), britischer Musikmanager, Nachtclubbetreiber und Fernsehjournalist
- Wilson, Tony, kanadischer Jazzmusiker
- Wilson, Tony (* 1964), britischer Snookerspieler von der Isle of Man
- Wilson, Torrie (* 1975), US-amerikanische Wrestlerin
- Wilson, Tracy (* 1961), kanadische Eiskunstläuferin
- Wilson, Trent (* 1978), australischer Radrennfahrer
- Wilson, Trey (1948–1989), US-amerikanischer Schauspieler
- Wilson, Tyree (* 2000), US-amerikanischer American-Football-Spieler

###### Wilson, U
- Wilson, Ulrica, US-amerikanische Mathematikerin und Hochschullehrerin

###### Wilson, V
- Wilson, Vic (1931–2001), britischer Automobilrennfahrer
- Wilson, Vivian (* 2004), US-amerikanische Social-Media-InfluencerinVivian Wilson (* 2004)

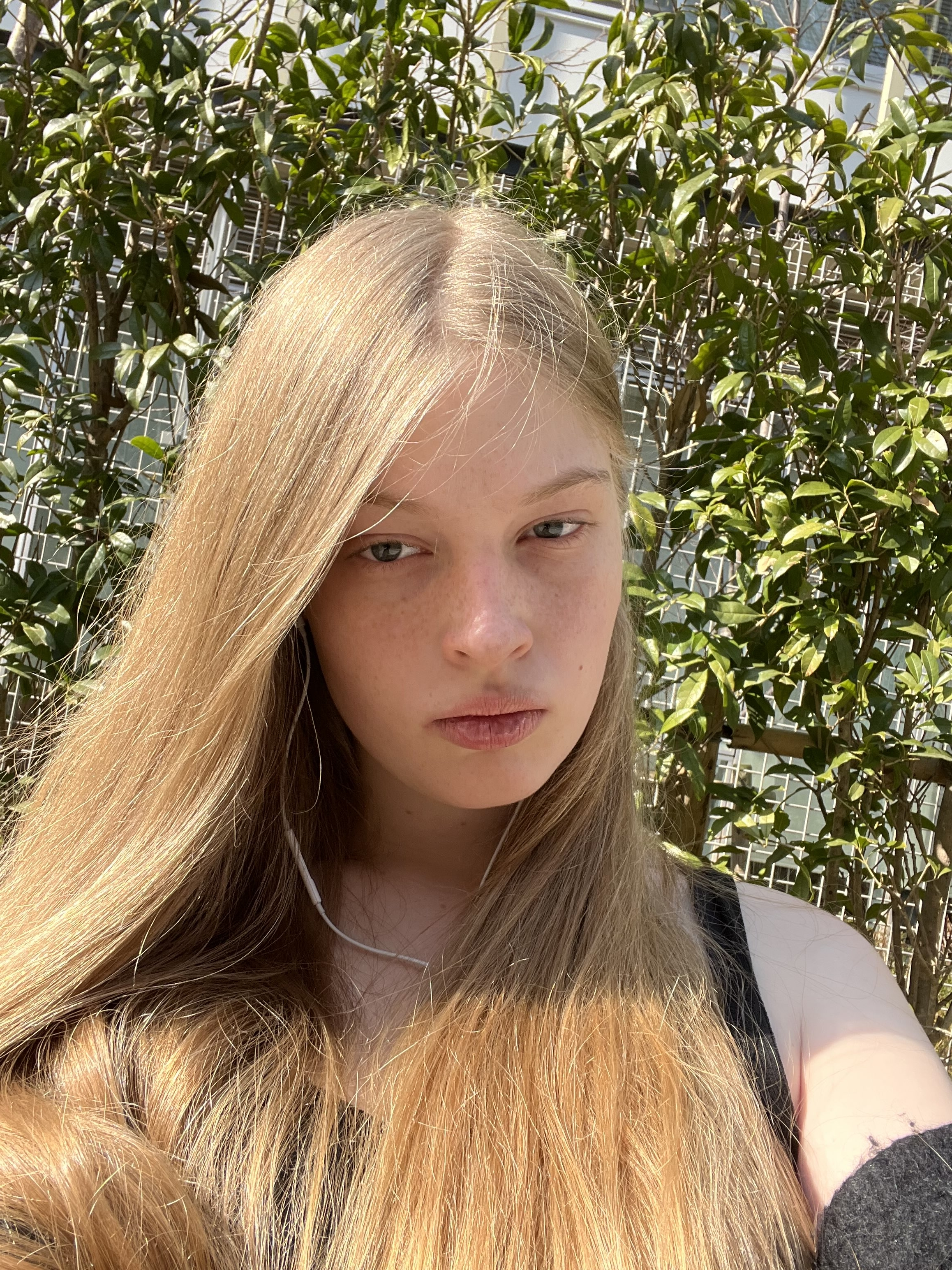
Vivian Wilson (* 2004)

###### Wilson, W
- Wilson, W. Daniel (* 1950), US-amerikanischer Germanist
- Wilson, Wade (1959–2019), US-amerikanischer American-Football-Spieler
- Wilson, Walter Gordon (1874–1957), britischer Ingenieur
- Wilson, Walter K. Jr. (1906–1985), US-amerikanischer Offizier, Generalleutnant der US-Army
- Wilson, Wes (1937–2020), US-amerikanischer Künstler und Designer psychedelischer Poster
- Wilson, Whayne (1975–2005), costa-ricanischer Fußballspieler
- Wilson, Wildcat (1901–1963), US-amerikanischer American-Football-Spieler
- Wilson, William, US-amerikanischer Politiker
- Wilson, William (1773–1827), US-amerikanischer Politiker
- Wilson, William (1809–1862), schottischer Maschineningenieur und Lokführer der ersten deutschen EisenbahnWilliam Wilson (1809–1862)

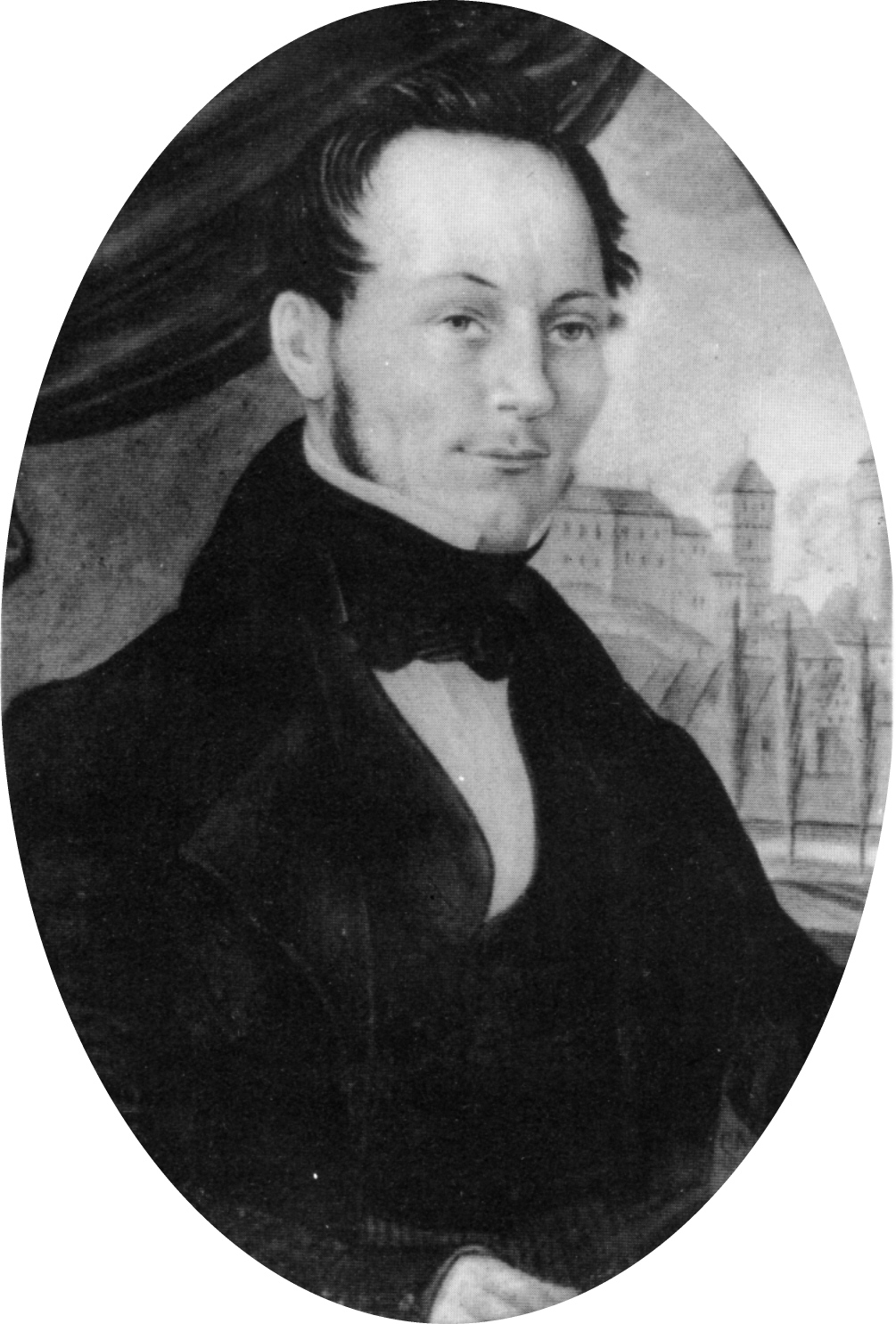
William Wilson (1809–1862)

- Wilson, William Bauchop (1862–1934), US-amerikanischer Politiker
- Wilson, William C., US-amerikanischer Jurist und Politiker
- Wilson, William E. (1870–1948), US-amerikanischer Politiker
- Wilson, William Griffith (1895–1971), Mitbegründer der Selbsthilfebewegung der Anonymen Alkoholiker
- Wilson, William H. (1877–1937), US-amerikanischer Politiker
- Wilson, William Joseph (* 1818), US-amerikanischer Menschenrechtsaktivist
- Wilson, William Julius (* 1935), US-amerikanischer Soziologe
- Wilson, William L. (1843–1900), US-amerikanischer Politiker
- Wilson, William Sydney (1816–1862), US-amerikanischer Politiker der Konföderierten Staaten
- Wilson, William W. (1868–1942), US-amerikanischer Politiker
- Wilson, Willie († 1961), US-amerikanischer Jazzmusiker
- Wilson, Winston P. (1911–1996), US-amerikanischer Offizier, Generalmajor der US Air Force
- Wilson, Woodie (1925–1994), US-amerikanischer NASCAR-Rennfahrer
- Wilson, Woodrow (1856–1924), US-amerikanischer Politiker, Präsident der Vereinigten Staaten (1913–1921)Woodrow Wilson (1856–1924)

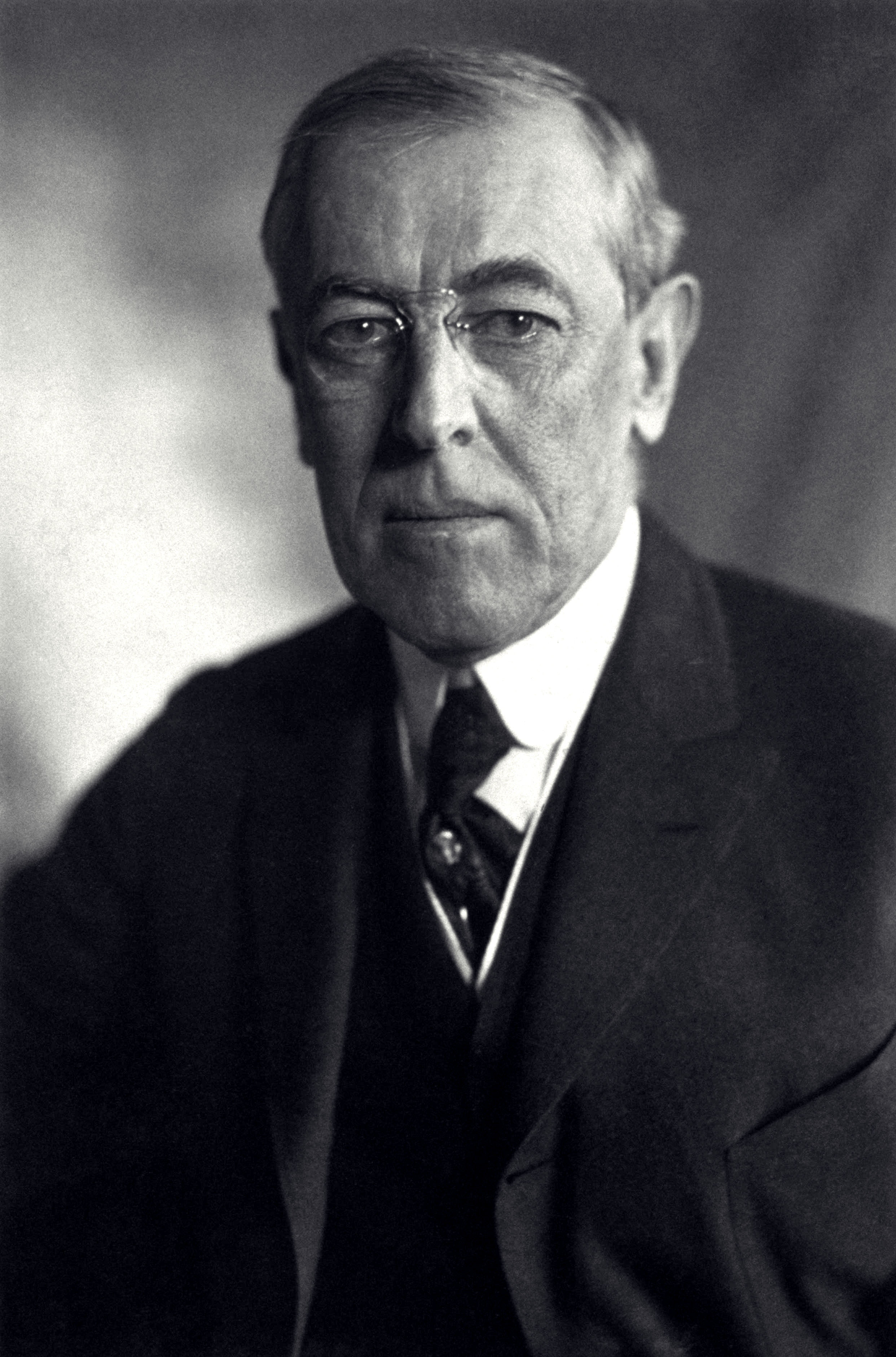
Woodrow Wilson (1856–1924)

###### Wilson, Z
- Wilson, Zach (* 1999), US-amerikanischer American-Football-Spieler

##### Wilson-

###### Wilson-B
- Wilson-Bareau, Juliet (* 1935), britische Kunsthistorikerin

###### Wilson-C
- Wilson-Cairns, Krysty (* 1987), britische Drehbuchautorin

###### Wilson-J
- Wilson-Johnson, David (* 1950), englischer Sänger (Bassbariton)
- Wilson-Jones, Anna, britische Schauspielerin

###### Wilson-P
- Wilson-Patten, John, 1. Baron Winmarleigh (1802–1892), britischer Peer und Politiker

###### Wilson-R
- Wilson-Raybould, Jody (* 1971), kanadische Politikerin
- Wilson-Read, Therica (* 1993), britische Schauspielerin

###### Wilson-S
- Wilson-Samuel, Constance (1908–1953), kanadische Eiskunstläuferin
- Wilson-Smith, Kate (* 1979), australische Badmintonspielerin
- Wilson-Smith, Richard (1852–1912), kanadischer Politiker

### Wilss
- Wilss, Wolfram (1925–2012), deutscher Sprach- und Übersetzungswissenschaftler

### Wilst
- Wilstermann, Jorge (1910–1936), bolivianischer Berufspilot